# Arisaema
Die Arisaema, Kobralilien oder Feuerkolben genannt, sind eine Pflanzengattung innerhalb der Familie der Aronstabgewächse (Araceae). Die 150 bis 180 Arten sind überwiegend auf der Nordhalbkugel, aber hauptsächlich in Asien verbreitet.

## Beschreibung

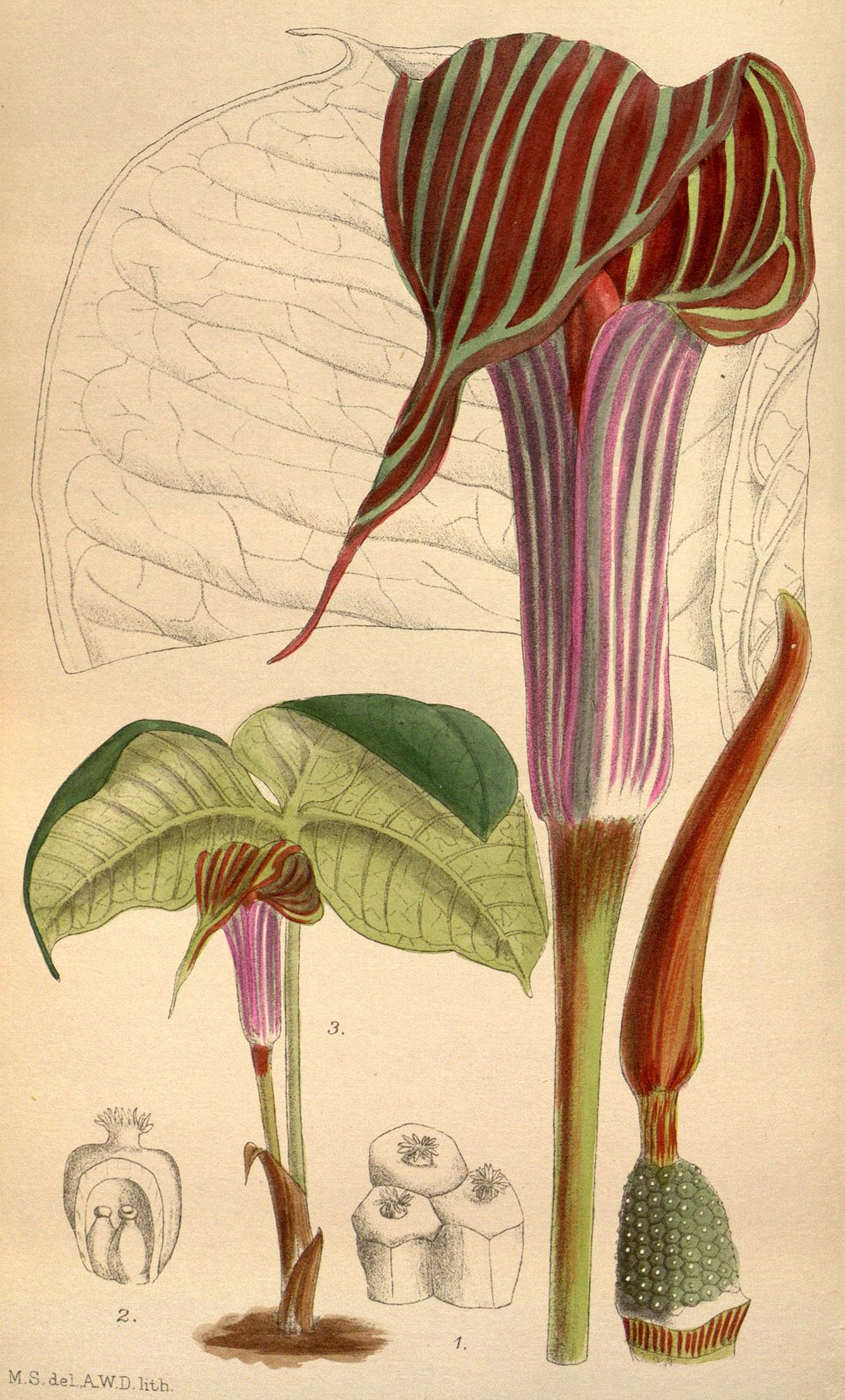
Illustration von Arisaema fargesii

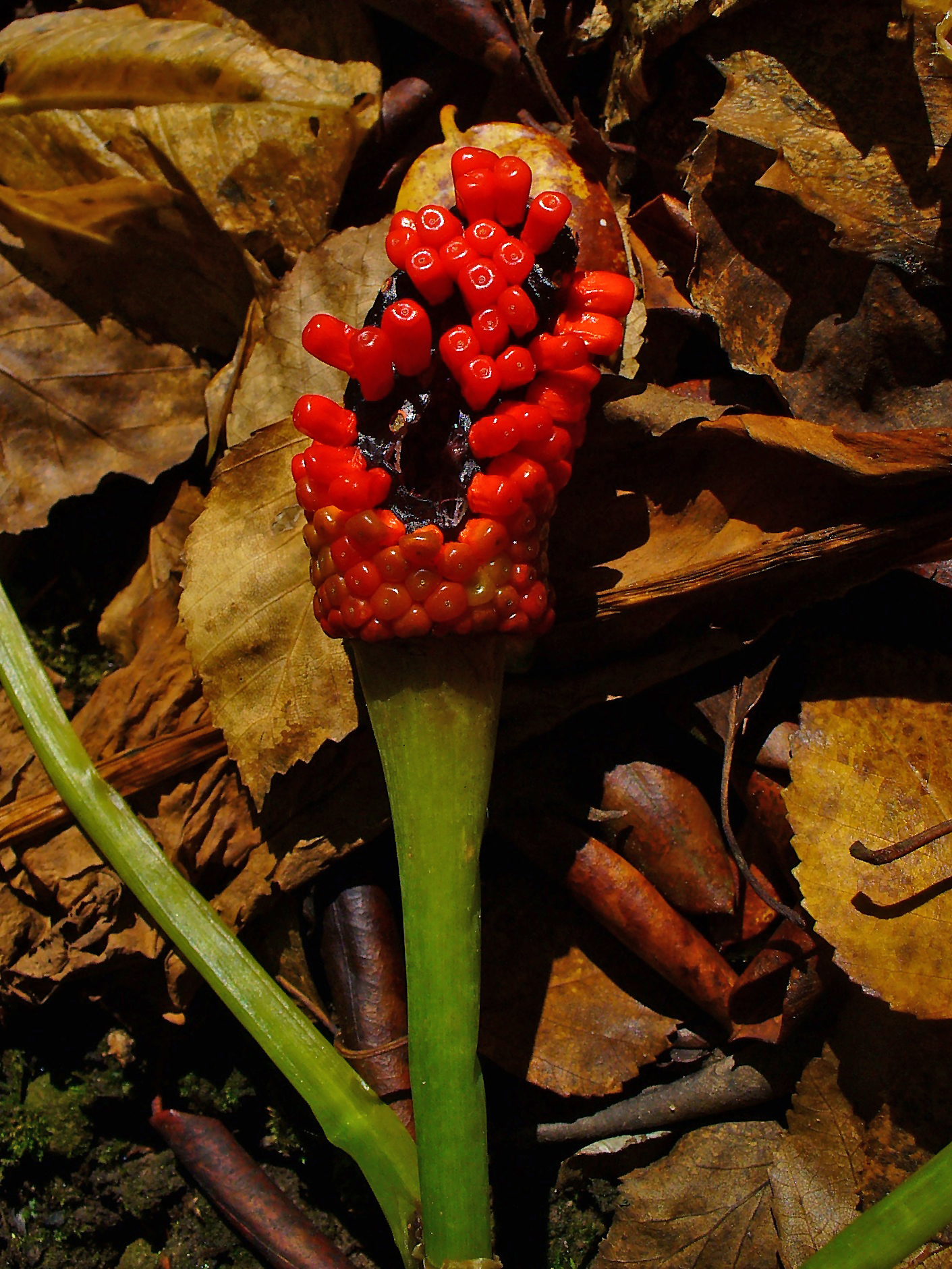
Fruchtstand mit reifen roten Beeren von Arisaema bockii

### Vegetative Merkmale
Arisaema-Arten sind ausdauernde krautige Pflanzen. Diese Geophyten bilden unterirdische, fast kugelige Knollen oder Rhizome als Überdauerungsorgane aus. Tropische Arten mit Rhizomen sind immergrün und wachsen ohne Ruhephase; die laubabwerfenden Arten produzieren jedes Jahr je Exemplar meist ein oder zwei, selten drei Laubblätter, die meist während der Blütezeit vorhanden sind. Die aufrechten Laubblätter sind deutlich in Blattstiel und Blattspreite gegliedert. Der Blattstiel ist länger als die Blattspreite. Die Blattspreiten sind oft drei- oder mehrteilig zusammengesetzt.

### Generative Merkmale
Die meisten Arten blühen im Frühling und Frühsommer, wobei Laubblätter und Blütenstand gleichzeitig erscheinen. Der Blütenstand besteht aus dem Blütenstandsschaft, dem Spadix, einer Verlängerung der Blütenstandsachse und aus der Spatha, die den Spadix einhüllt und im unteren Abschnitt röhrenförmig zusammengerollt ist. Der aufrechte Blütenstandsschaft ist meist etwa so lang wie der Blattstiel oder bei wenigen Arten sehr kurz. Die meisten Arten sind zweihäusig getrenntgeschlechtig (diözisch), die Blütenstände besitzen also nur männliche oder nur weibliche Blüten. Das Geschlecht einer Pflanze ist jedoch nicht genetisch fixiert und kann von einer Saison zur anderen wechseln, abhängig von Alter und Zustand der Pflanze. Einige Arten sind einhäusig getrenntgeschlechtig (monözisch), dann sind im Kolben Abschnitte mit weiblichen und männlichen Blüten vorhanden. Der Spadix besitzt einen fertilen, mit Blüten besetzten und einen sterilen Abschnitt. Letzterer kann sehr unterschiedlich geformt und verlängert sein. Es sind keine Blütenhüllblätter vorhanden. Männliche Blüten enthalten zwei bis fünf Staubblätter.
Die bei Reife glänzend orangefarbenen bis leuchtend roten Beeren enthalten wenige (ein bis sechs) Samen.
Die Chromosomengrundzahlen betragen x = 13 oder 14.

## Ökologie
Arisaema-Arten fallen vor allem durch ihre attraktiven Blütenstände auf, die jeweils aus einem Hochblatt (Spatha) und der Spadix bestehen. Die Spatha ist je nach Art sehr unterschiedlich geformt und gefärbt. Wie viele ihrer Verwandten zählt Arisaema blütenökologisch zu den Kesselfallenblumen, d. h., es werden Insekten angelockt, die in den kesselartig geformten Blütenständen gefangen werden und dort die Blüten bestäuben. Die häufigsten Bestäuber sind Pilzmücken; die Arisaema-Arten werden deshalb als Pilzmückenblumen (Myiophilie) bezeichnet.
Wenn die Art zweihäusig getrenntgeschlechtig ist, ist zur Befruchtung und Samenbildung mindestens ein weibliches und ein männliches Individuum notwendig. Die hauptsächlichen Bestäuber sind Pilzmücken aus den Familien Mycetophilidae und Sciaridae. Diese werden durch Duftstoffe angelockt, die vom sterilen Teil des Spadix abgegeben werden. Die Beschreibungen des Geruchs verschiedener Arisaema-Arten reichen von Urin über frischen Meeresfisch bis zu Rhabarber oder Pilzaromen.
Für eine erfolgreiche Bestäubung müssen die Insekten zuerst in einen männlichen Blütenstand geraten. Sie werden vom Geruch des Spadix angelockt, fallen dann in die kesselförmige Spatha und kriechen am Boden der Falle umher, wobei sie sich mit Pollen beladen, der von den männlichen Blüten ausgestreut wird. Die männlichen Blütenstände besitzen einen Ausgang, eine Öffnung in der Spatha, durch den die Tiere wieder ins Freie kommen.
Wenn die mit Blütenstaub beladenen Insekten nun in einen weiblichen Blütenstand geraten, können sie dort beim Umherkrabbeln den mitgebrachten Pollen auf den Narben der weiblichen Blüten abstreifen. Im Unterschied zu den männlichen Blütenständen besitzen die weiblichen jedoch keine Öffnung in der Spatha. Die Insekten bleiben gefangen und sterben in der Kesselfalle.

## Evolution und Standorte
Der vermutete Ursprung der Gattung Arisaema liegt im östlichen Himalayagebiet und in China, dies ist heute mit etwa 91 Arten das Zentrum der Artenvielfalt.
Je nach Art gedeihen sie auf trockenen bis feuchten Standorten. Die besiedelten Lebensräume reichen von gemäßigten-tropischen Bergregenwäldern bis zu Rasen oberhalb der Baumgrenze.

Verbreitung der Gattung Arisaema

## Systematik und Verbreitung
Das Zentrum der Artenvielfalt sind die gemäßigten Gebiete Asiens. In Asien kommt die Gattung Arisaema von Afghanistan bis Japan vor. Mit 78 Arten kommen fast die Hälfte der 150 bis 180 Arten in China vor, 45 davon nur dort. Die südliche Verbreitungsgrenze liegt im südlichen Indien und Java. Es kommen auch Arten im Jemen und in Ostafrika vor. In Nordamerika kommen nur zwei Arten, eine davon bis Mexiko und eine Art nur in Mexiko natürlich vor.
Die Gattung Arisaema wurde 1831 durch Carl Friedrich Philipp von Martius in Flora, Bd. 14, S. 459 aufgestellt. Synonyme für Arisaema Mart. sind. Alocasia Neck. ex Raf. nom. rej. non (Schott) G.Don, Dochafa Schott, Muricauda Small, Flagellarisaema Nakai, Heteroarisaema Nakai, Pleuriarum Nakai, Ringentiarum Nakai. Der Gattungsname Arisaema setzt sich zusammen aus dem griechischen Namen aris für diese Pflanze, der bereits von Plinius verwendet wurde, und aus dem griechischen Wort haima für Blut, dies bezieht sich auf die roten Flecken auf den Blättern mancher Arten.
Die Gattung Arisaema gehört zur Tribus Arisaemateae in der Unterfamilie Aroideae innerhalb der Familie Araceae. Die Gattung Arisaema wird in Sektionen gegliedert. In China kommen die Sektionen Arisaema sect. Anomala, Arisaema sect. Arisaema, Arisaema sect. Clavata, Arisaema sect. Decipientia, Arisaema sect. Dochafa, Arisaema sect. Fimbriata, Arisaema sect. Franchetiana, Arisaema sect. Nepenthoidea, Arisaema sect. Pistillata, Arisaema sect. Sinarisaema, Arisaema sect. Tenuipistillata, Arisaema sect. Tortuosa vor.
Je nach Autor gibt 150 oder 170, 180 bis zu 195 Arisaema-Arten:

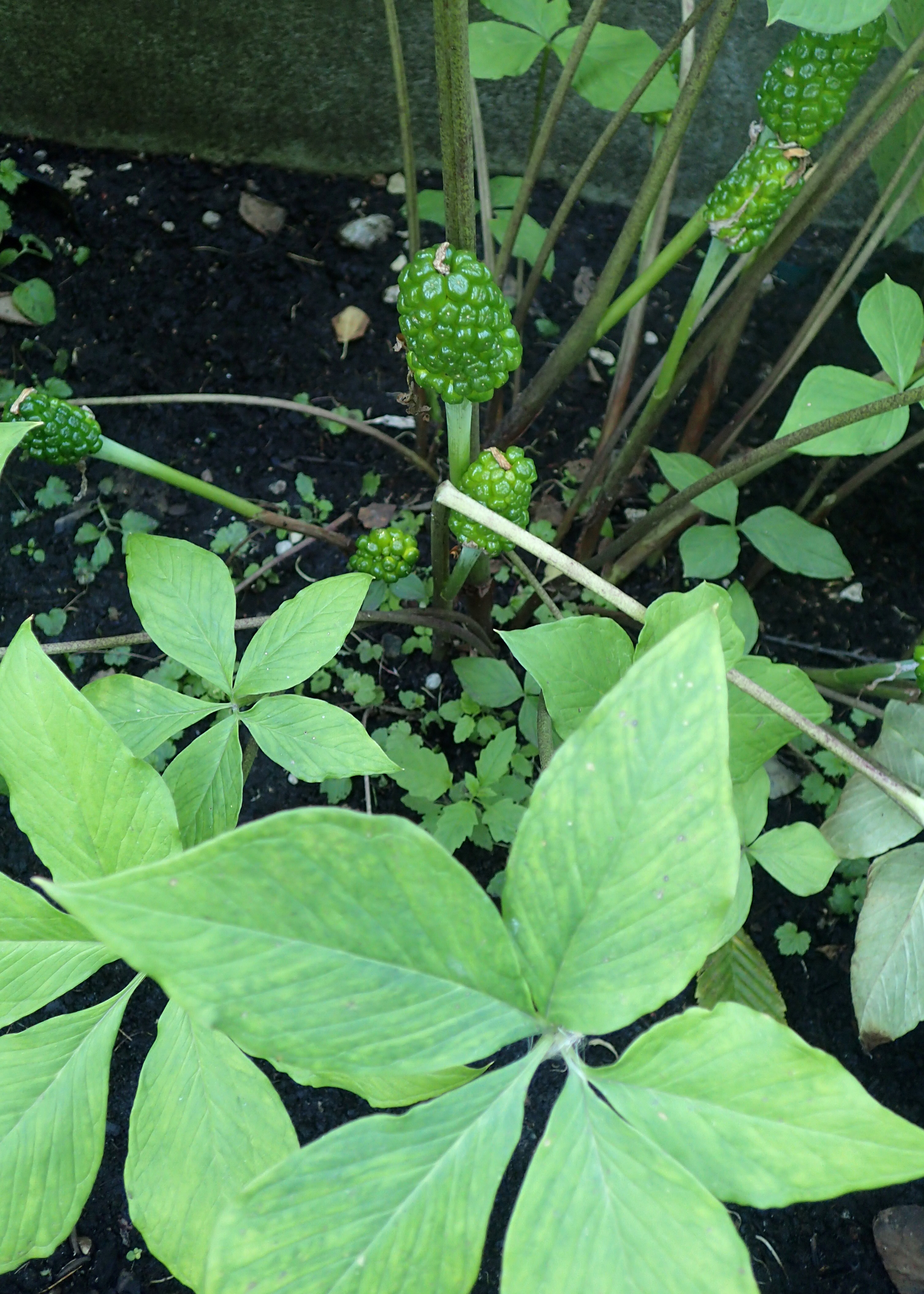
Laubblätter und Fruchtstände von Arisaema amurense

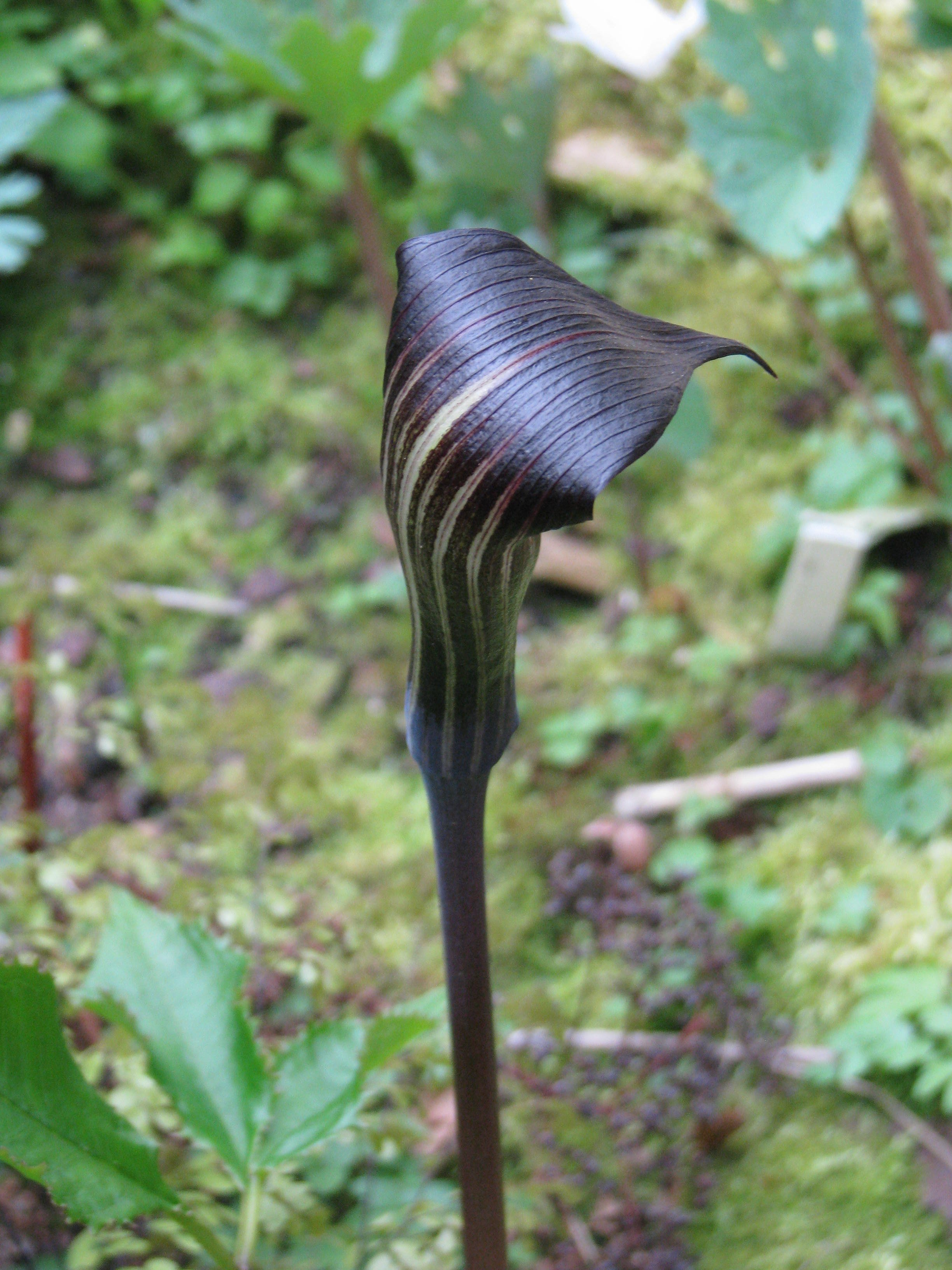
Blütenstand von Arisaema bockii

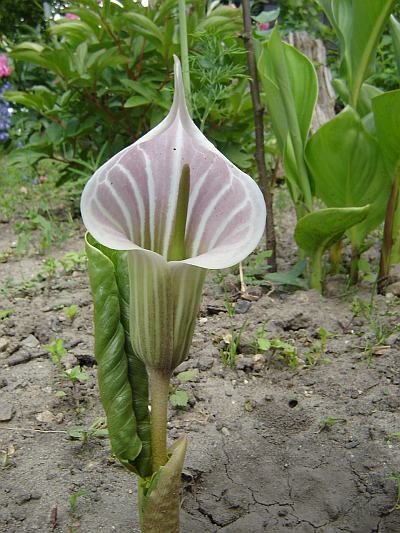
Blütenstand von Arisaema candidissimum

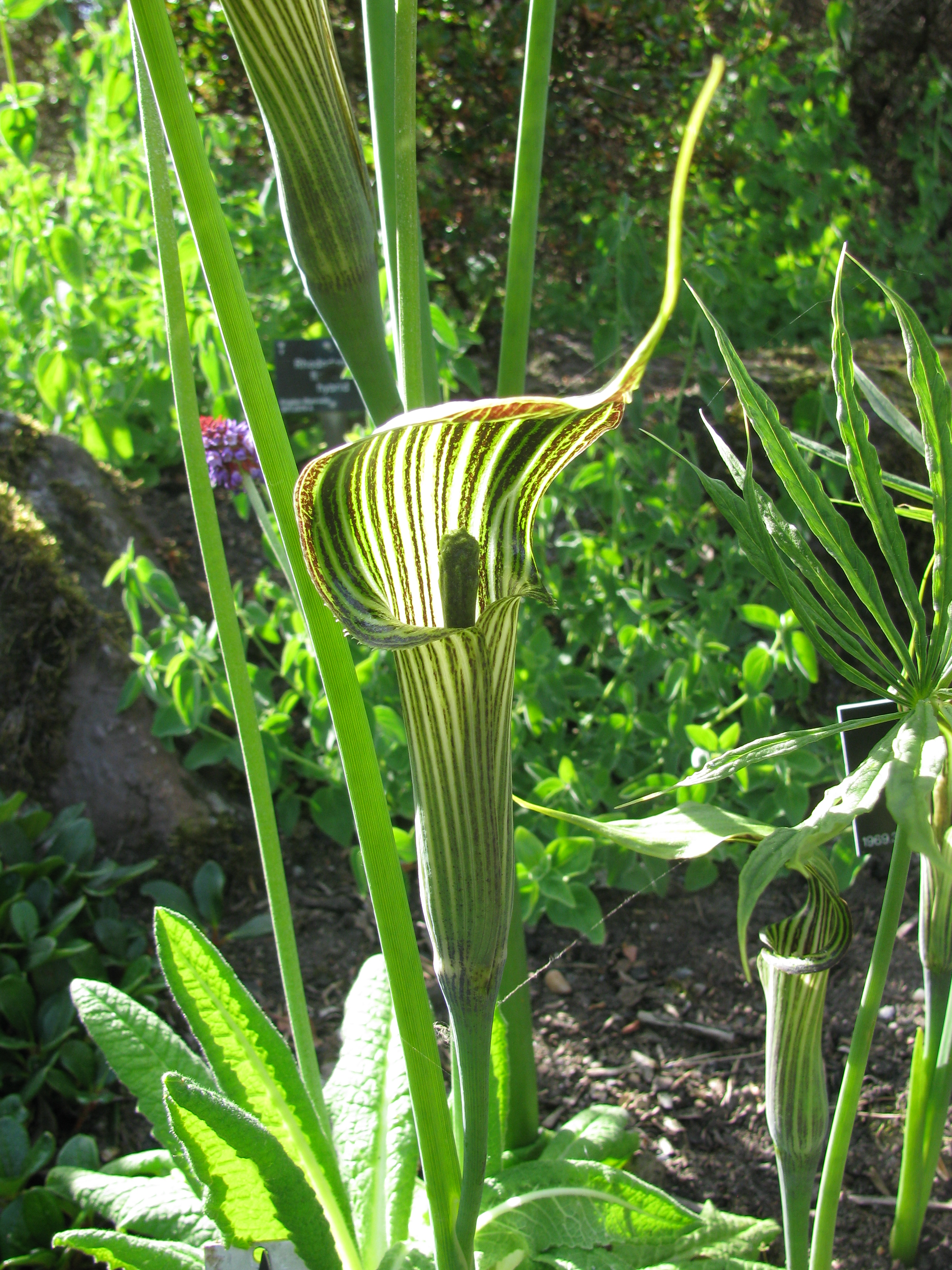
Blütenstand von Arisaema ciliatum

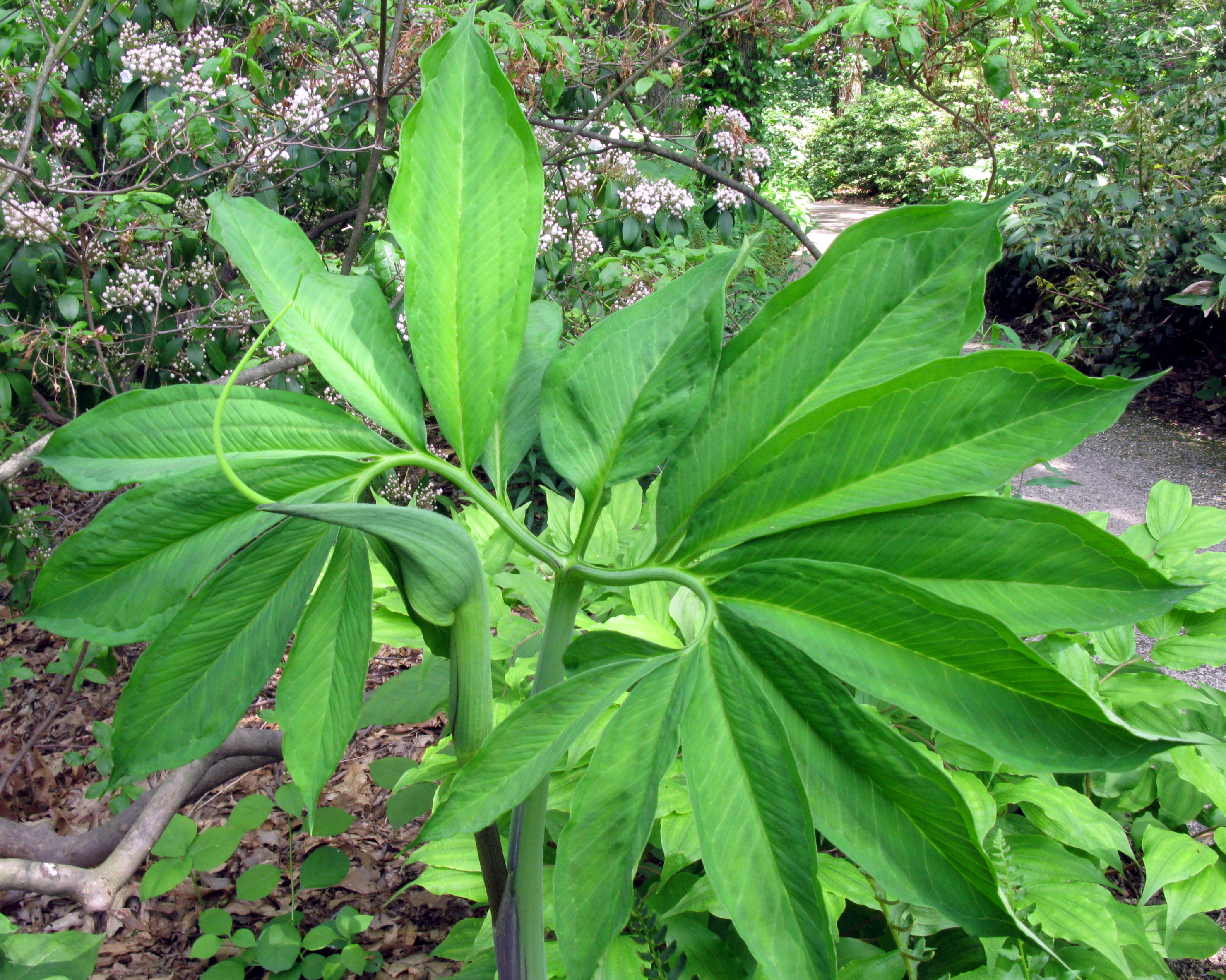
Laubblatt und Blütenstand des Drachen-Feuerkolbens (Arisaema dracontium)

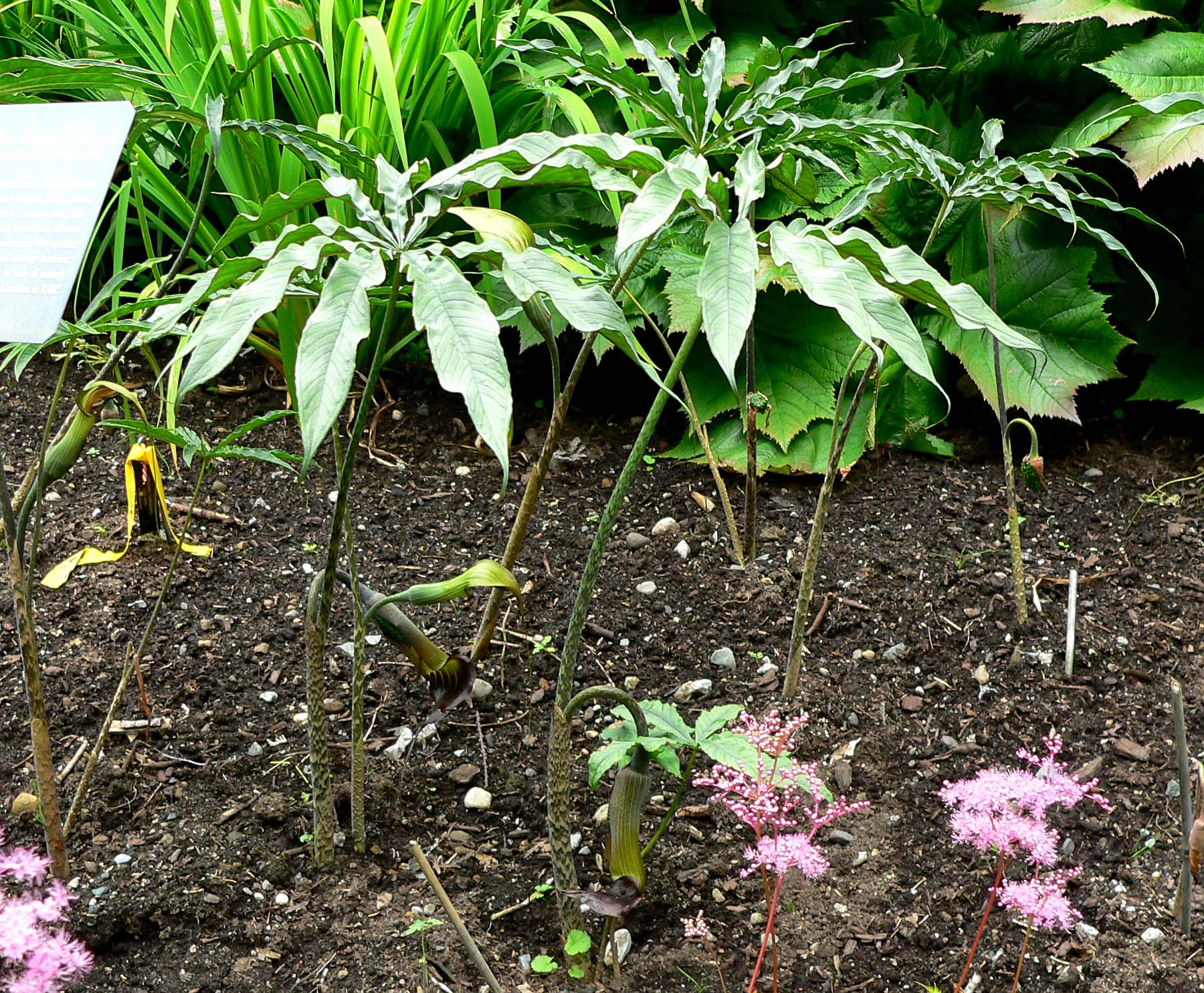
Habitus von Arisaema erubescens

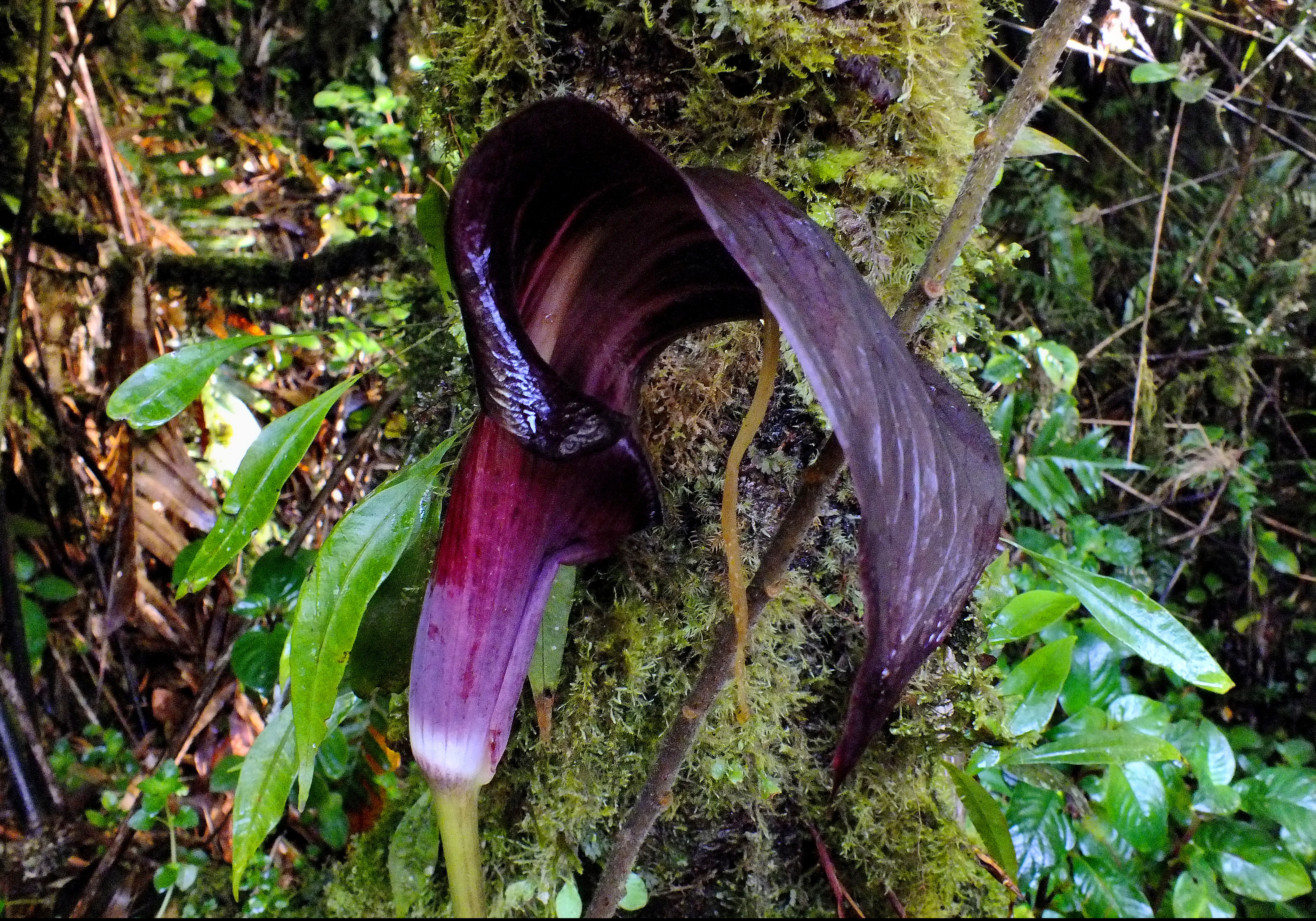
Blütenstand von Arisaema filiforme

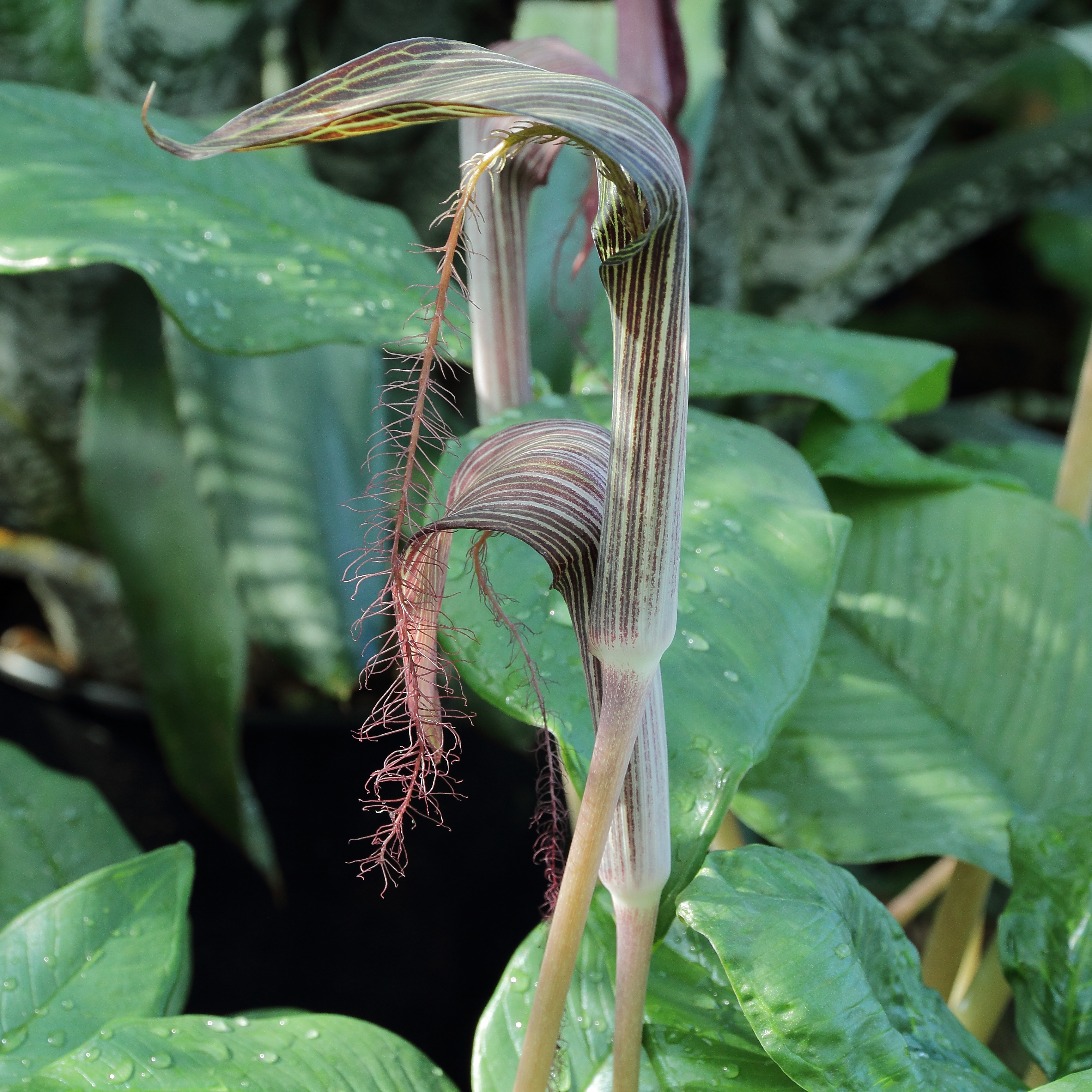
Blütenstände von Arisaema fimbriatum

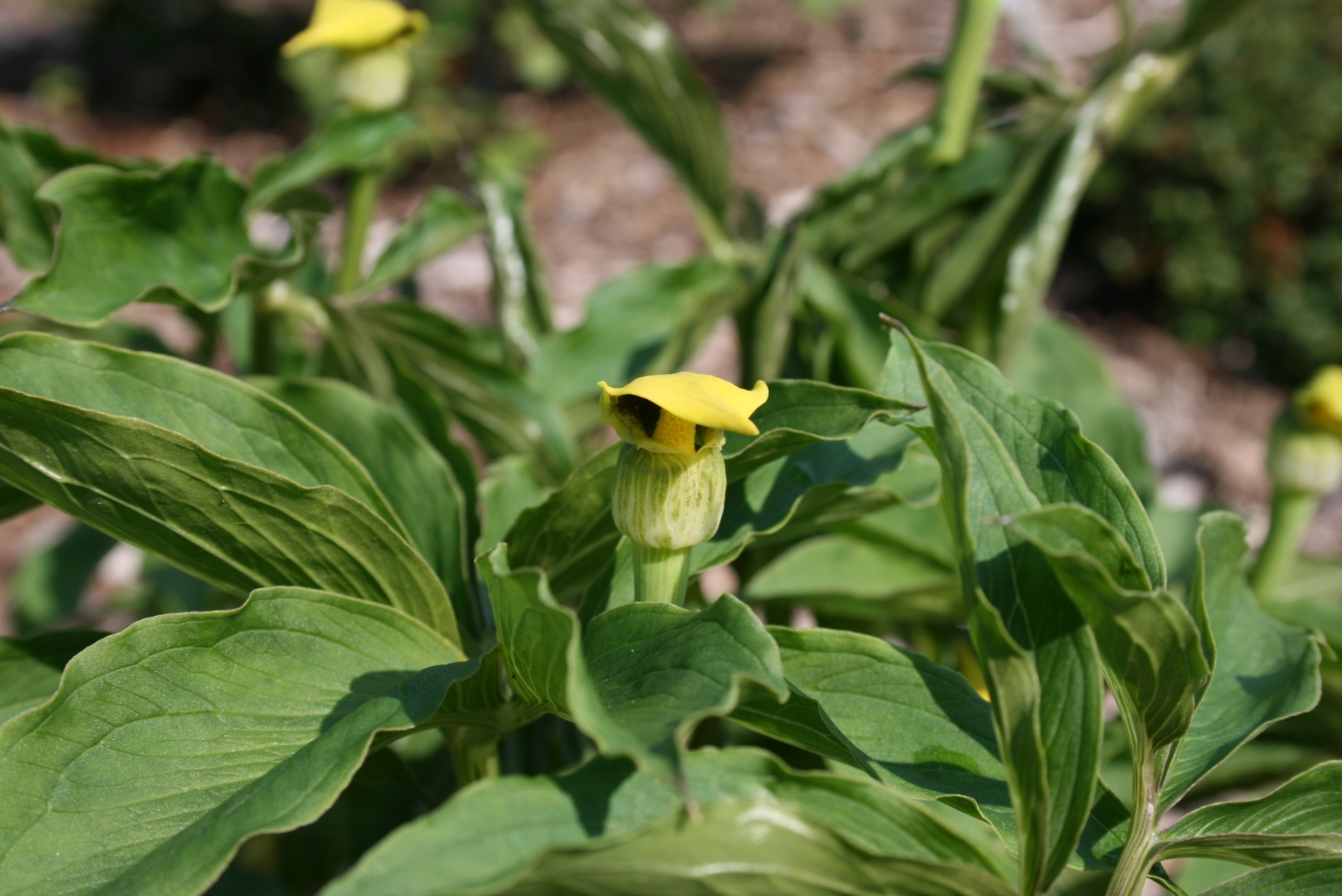
Laubblätter und Blütenstand von Arisaema flavum

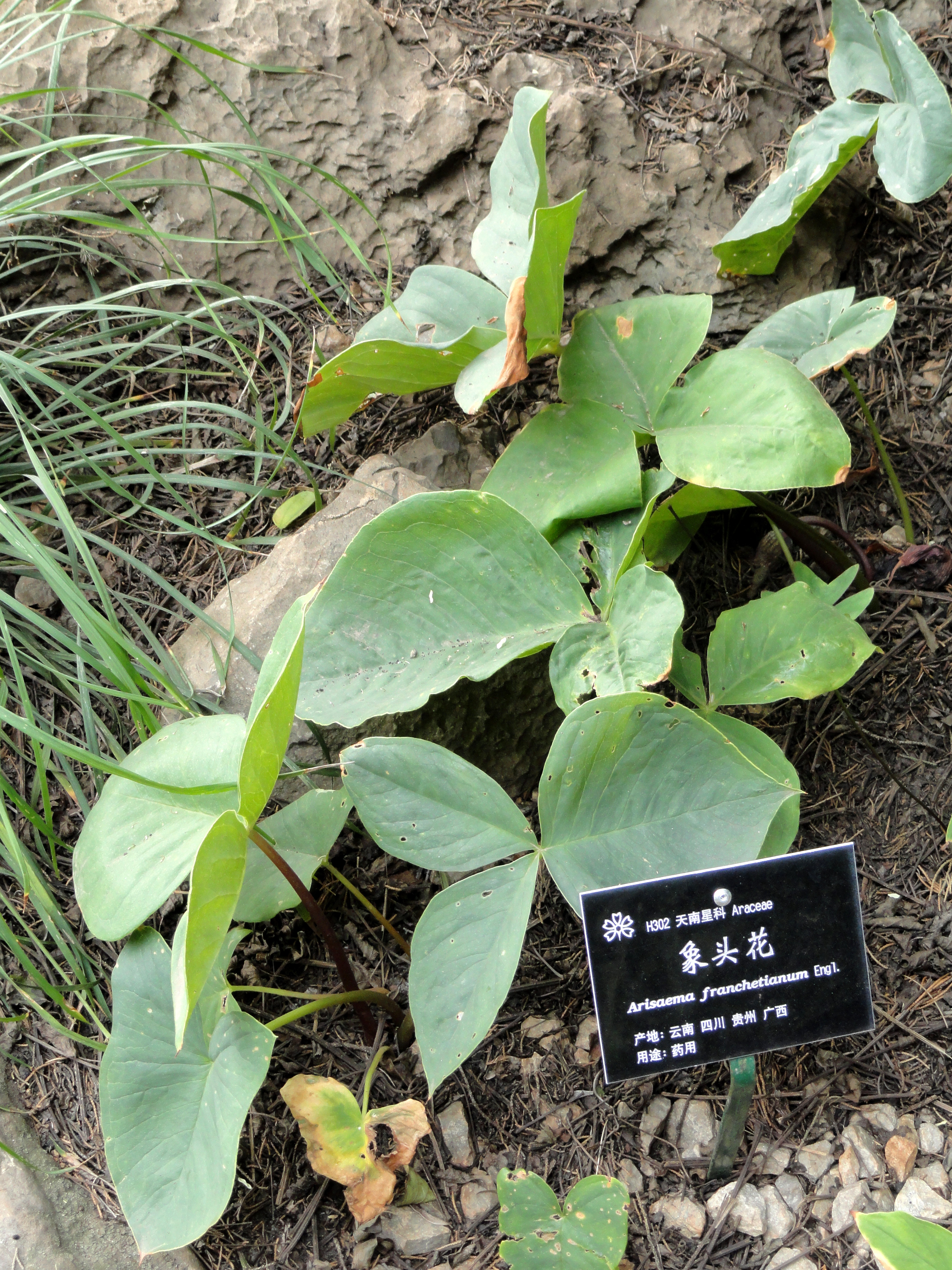
Habitus und Laubblätter von Arisaema franchetianum

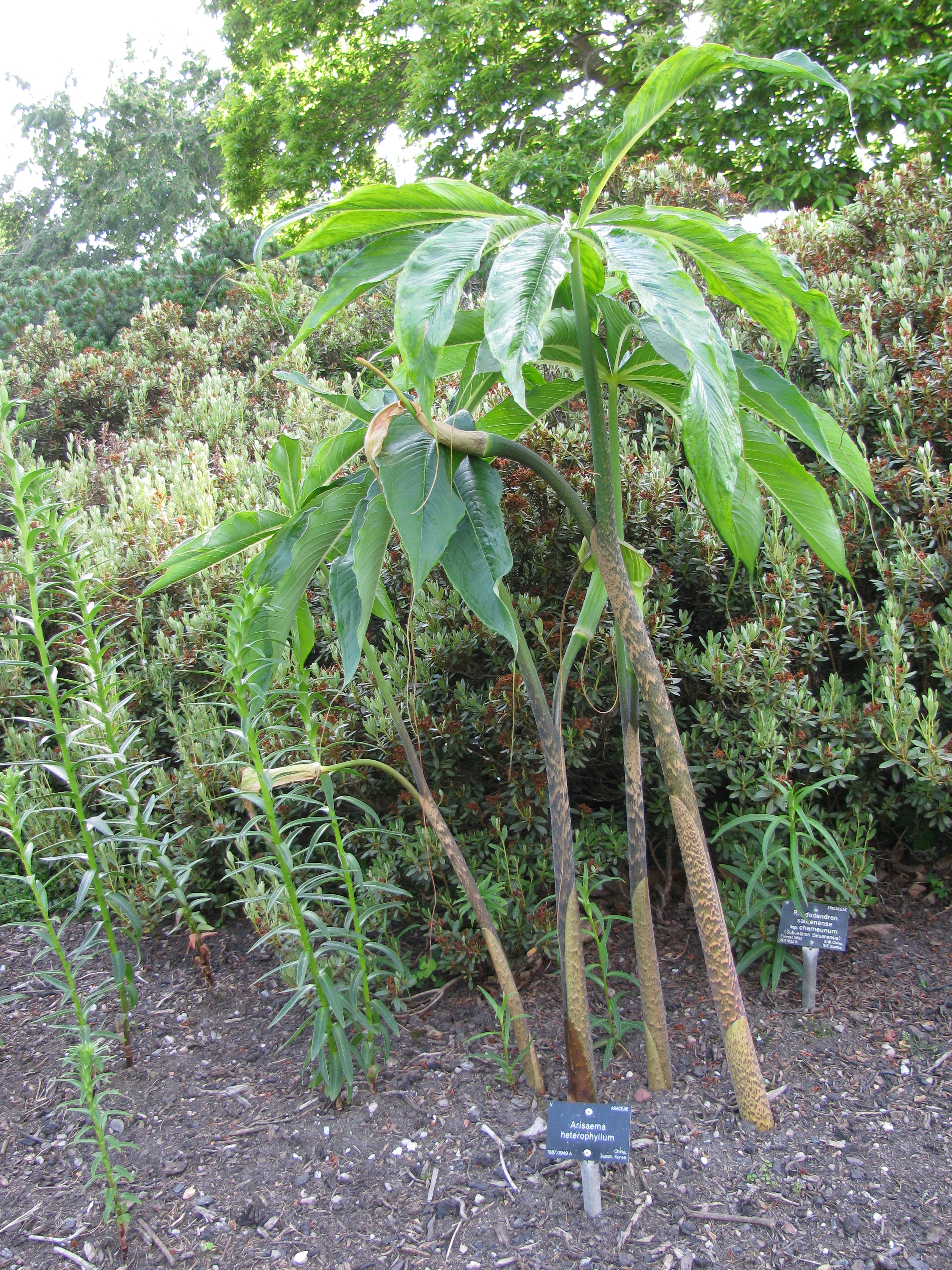
Habitus und Laubblätter von Arisaema heterophyllum

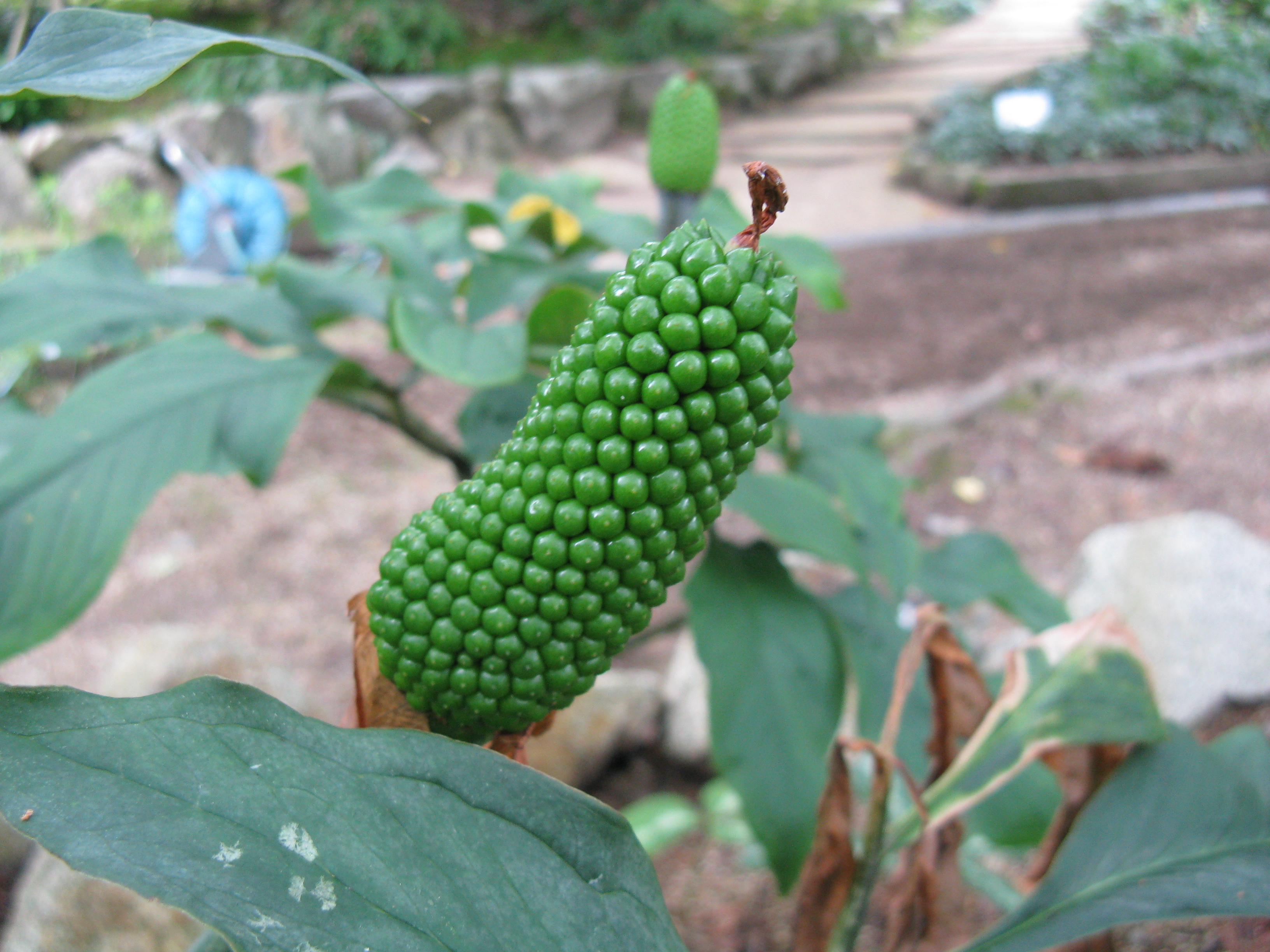
Fruchtstand von Arisaema iyoanum

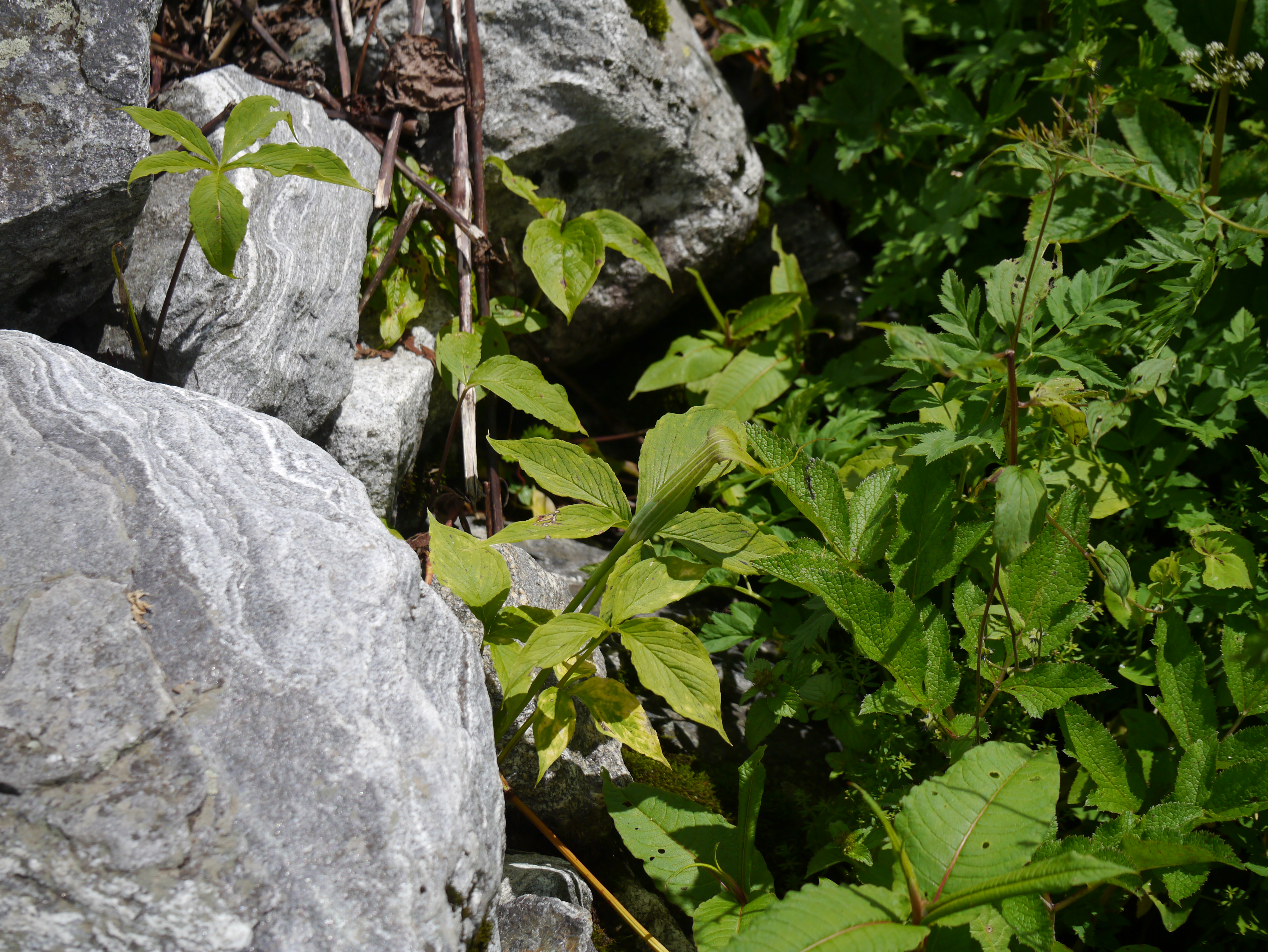
Laubblätter und Blütenstand von Arisaema jacquemontii

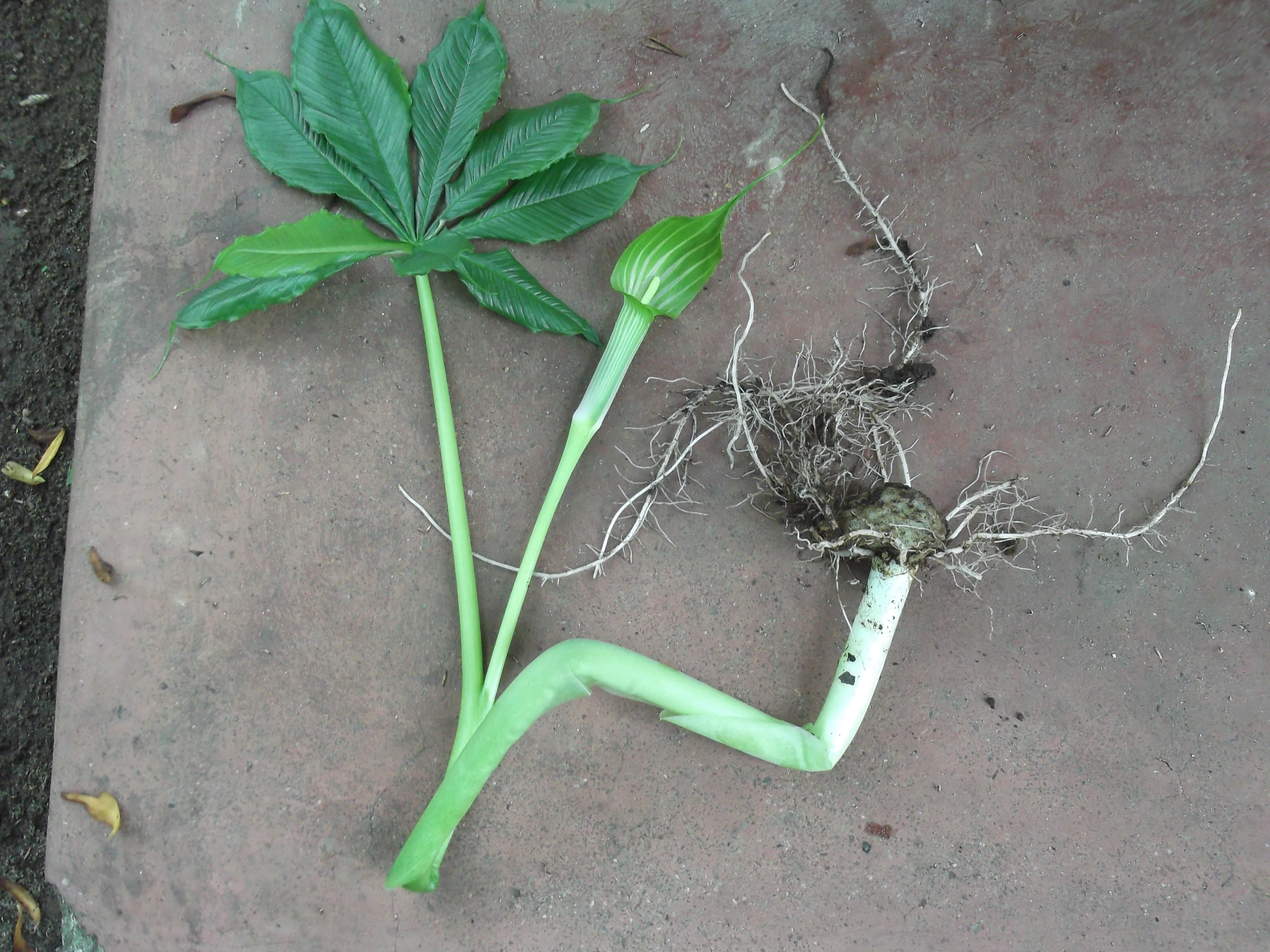
Unterirdische und oberdische Pflanzenteile mit Blütenstand von Arisaema leschenaultii

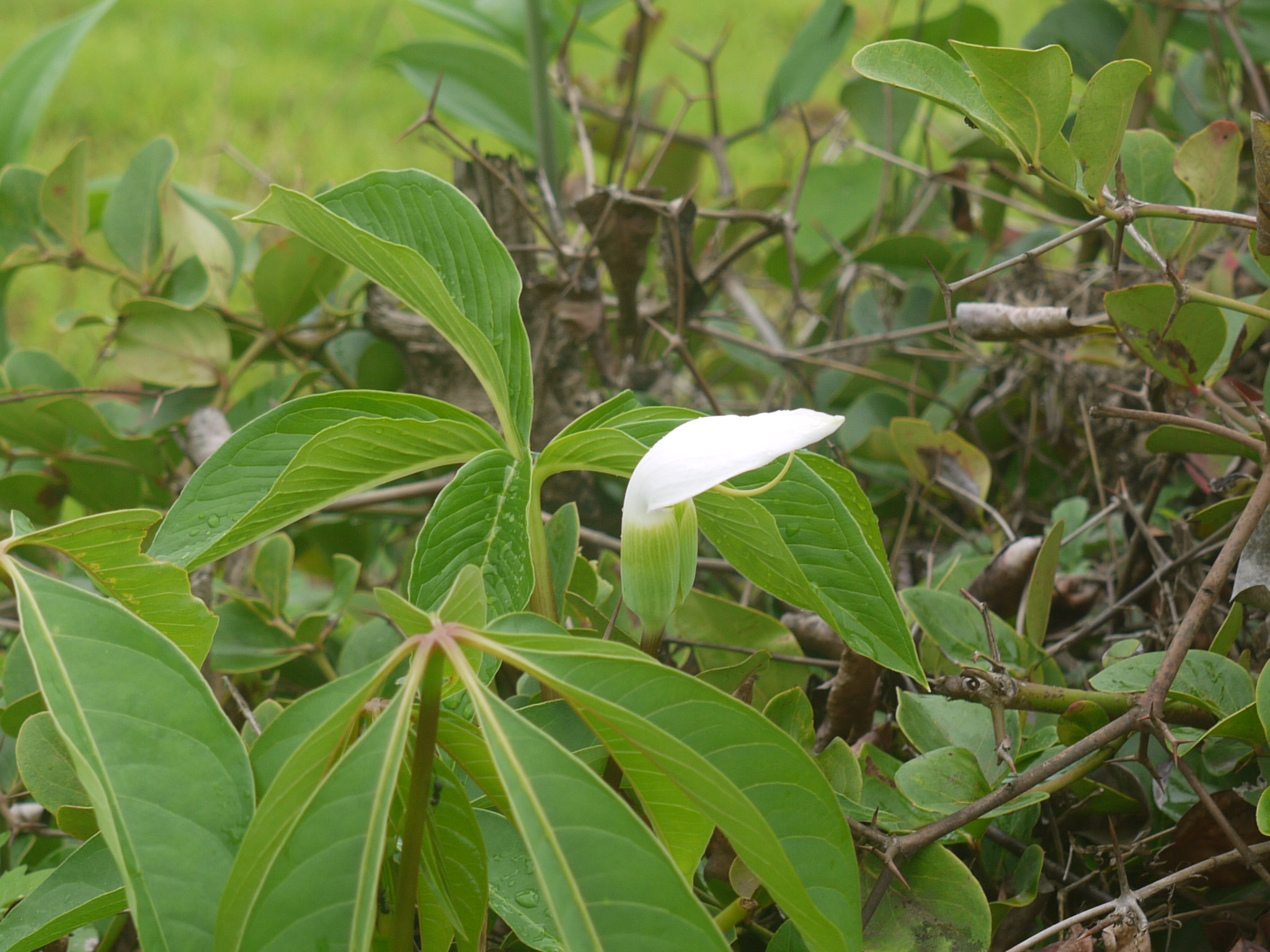
Laubblätter und Blütenstand von Arisaema murrayi

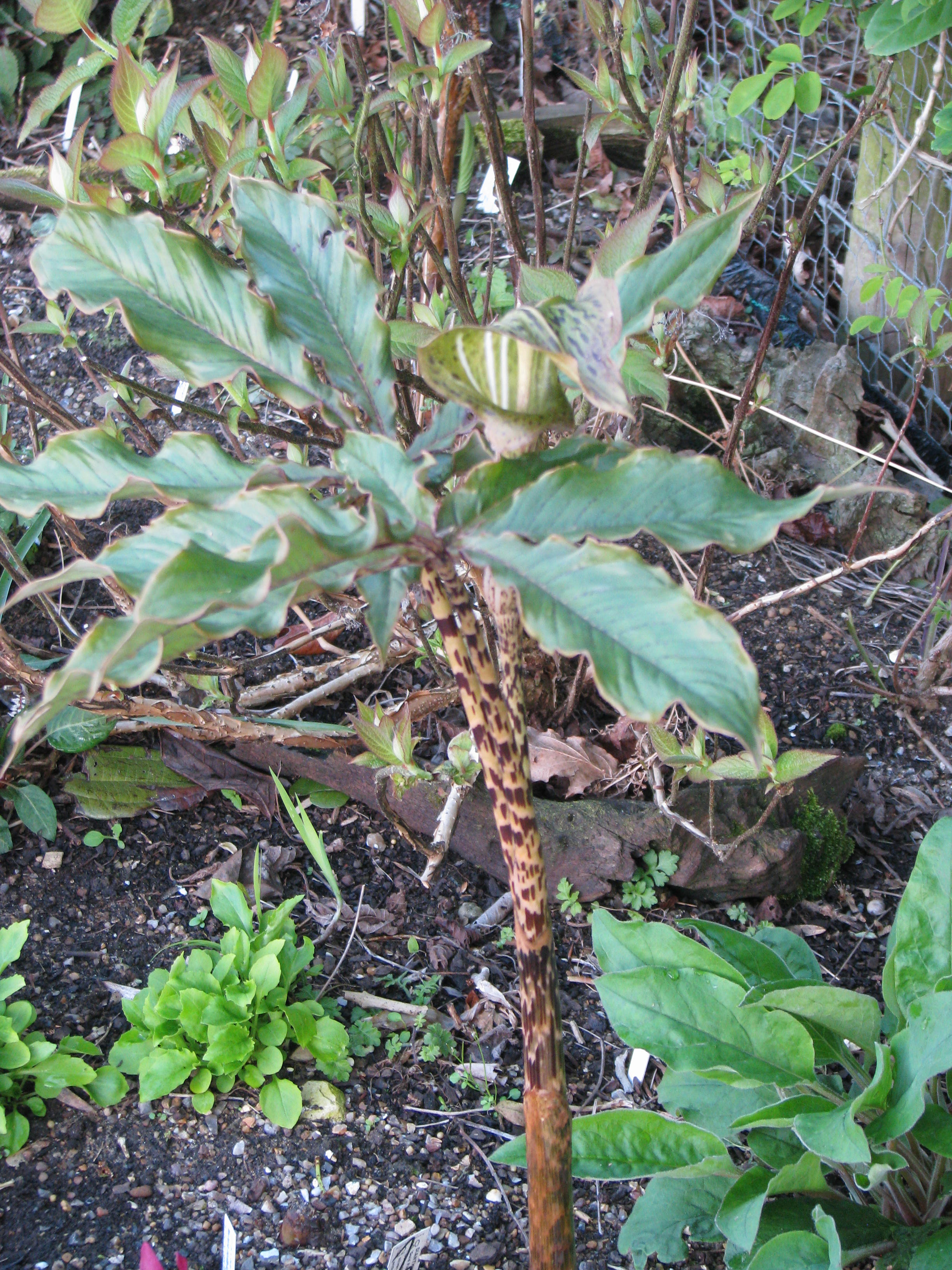
Arisaema nepenthoides

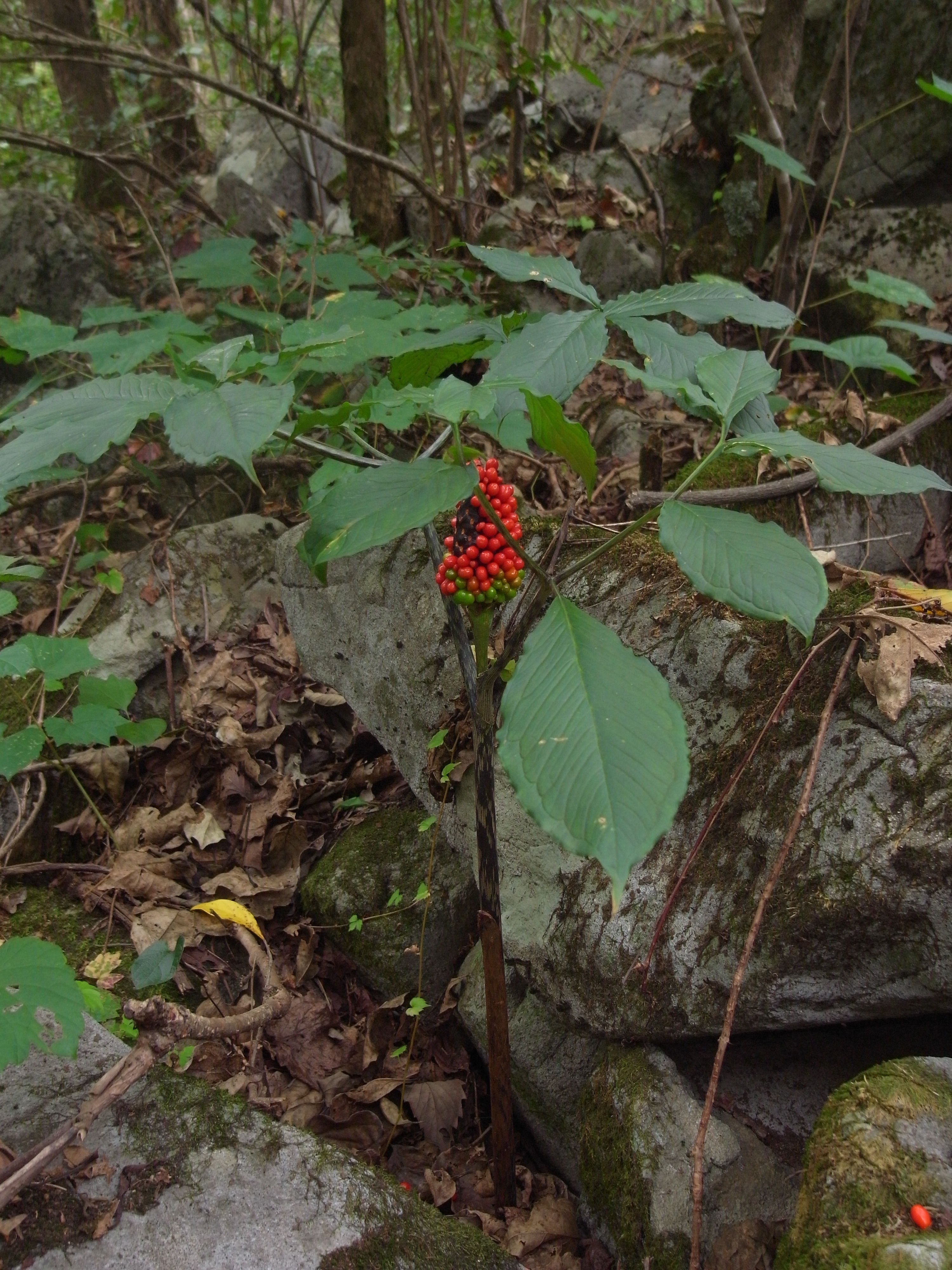
Habitus und Fruchtstand von Arisaema peninsulae

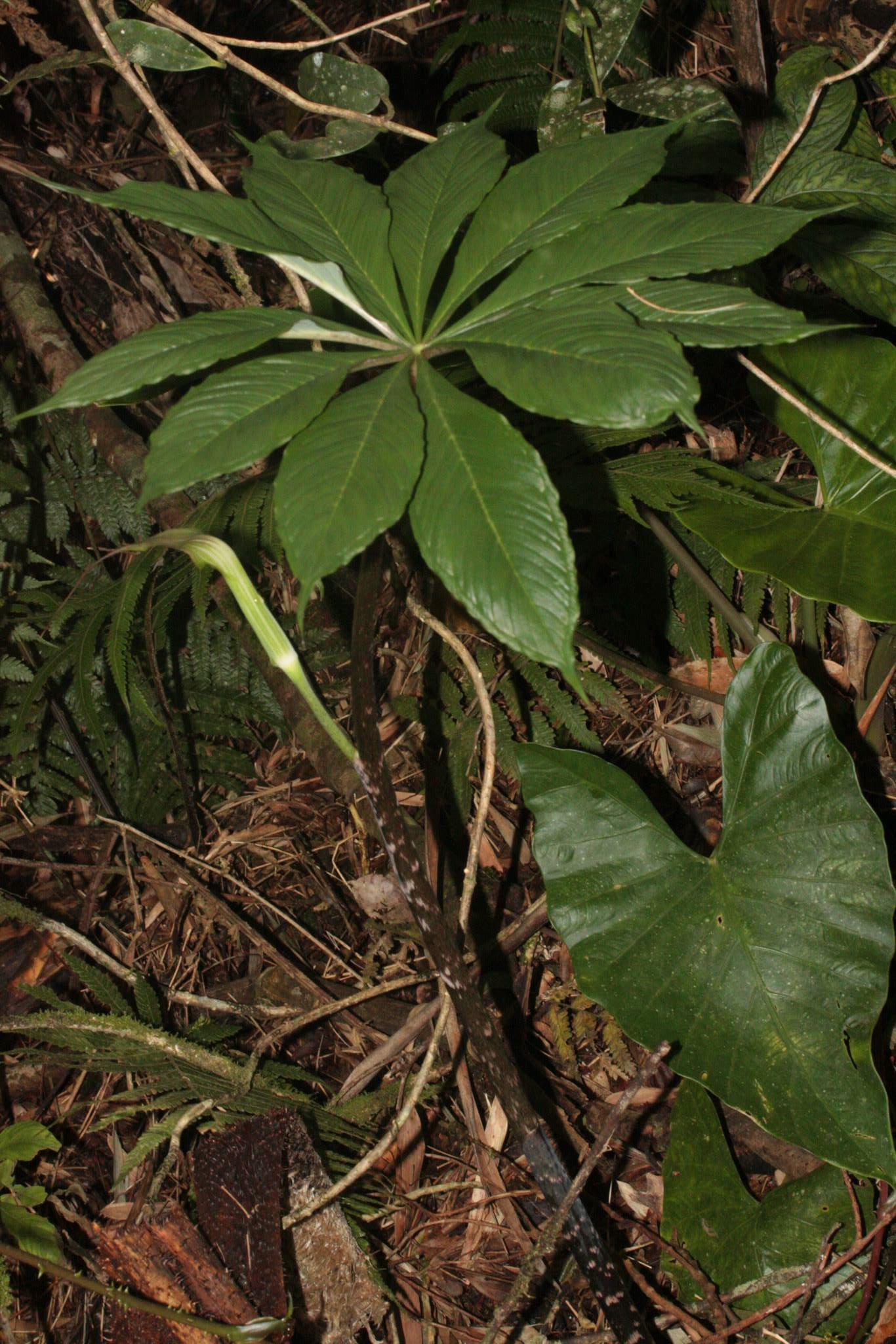
Habitus, Laubblatt und Blütenstand von Arisaema polyphyllum

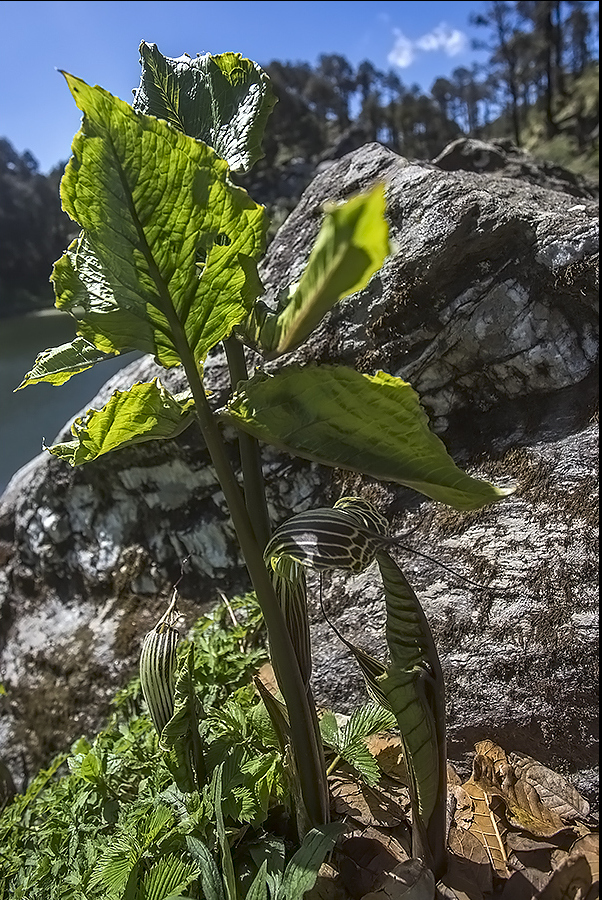
Habitus und Blütenstände von Arisaema propinquum

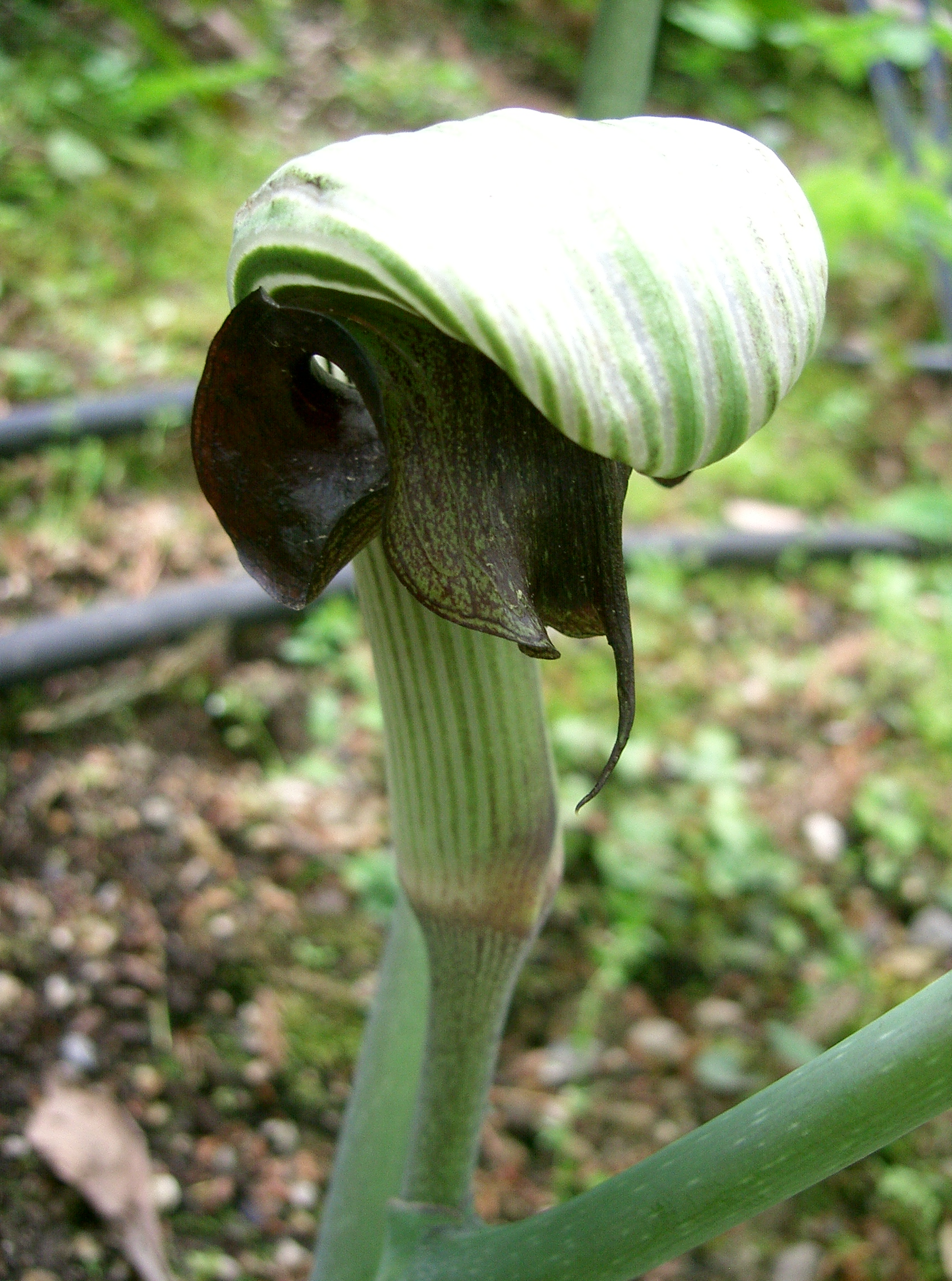
Japanischer Feuerkolben (Arisaema ringens)

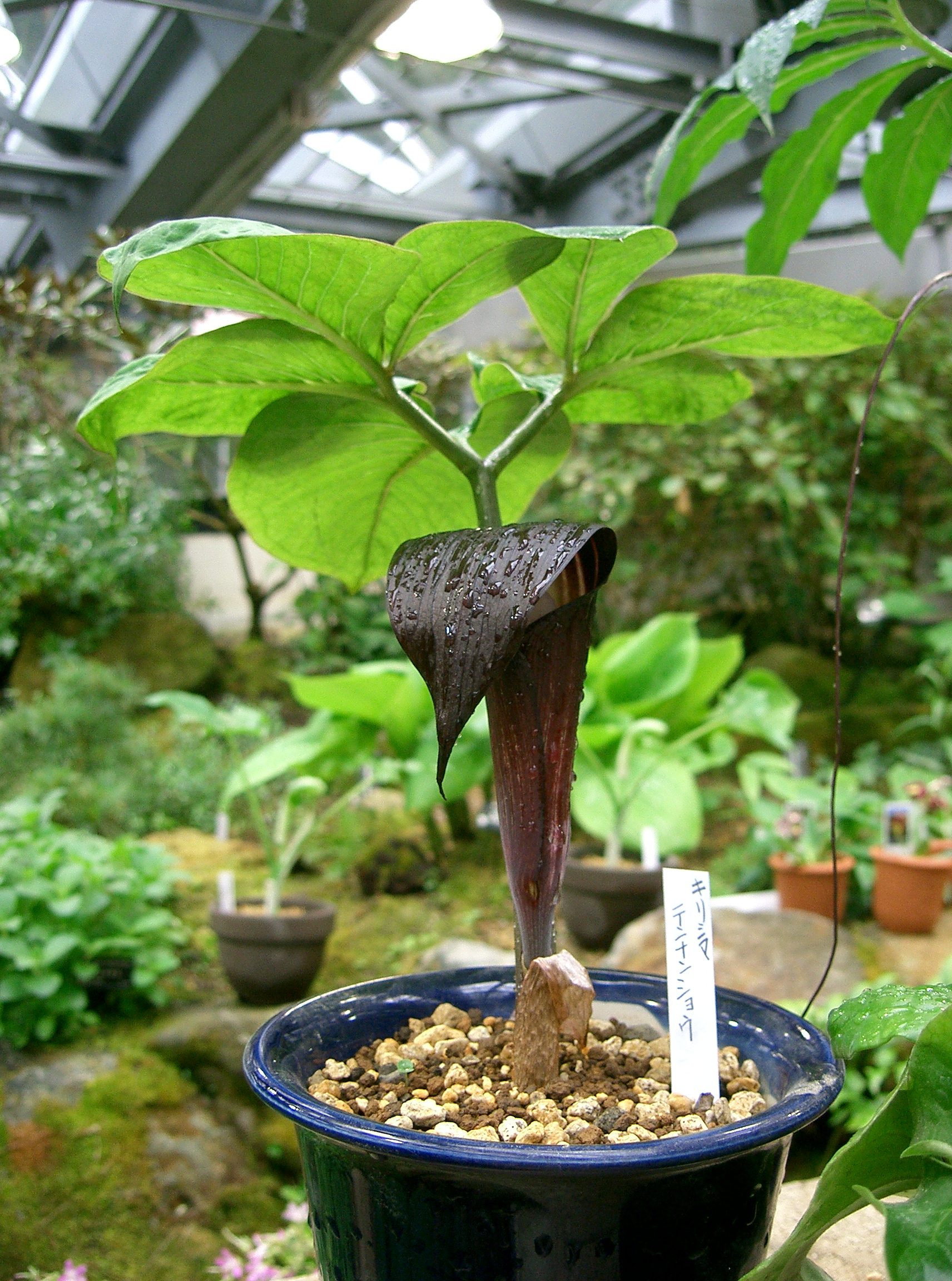
Arisaema sazensoo

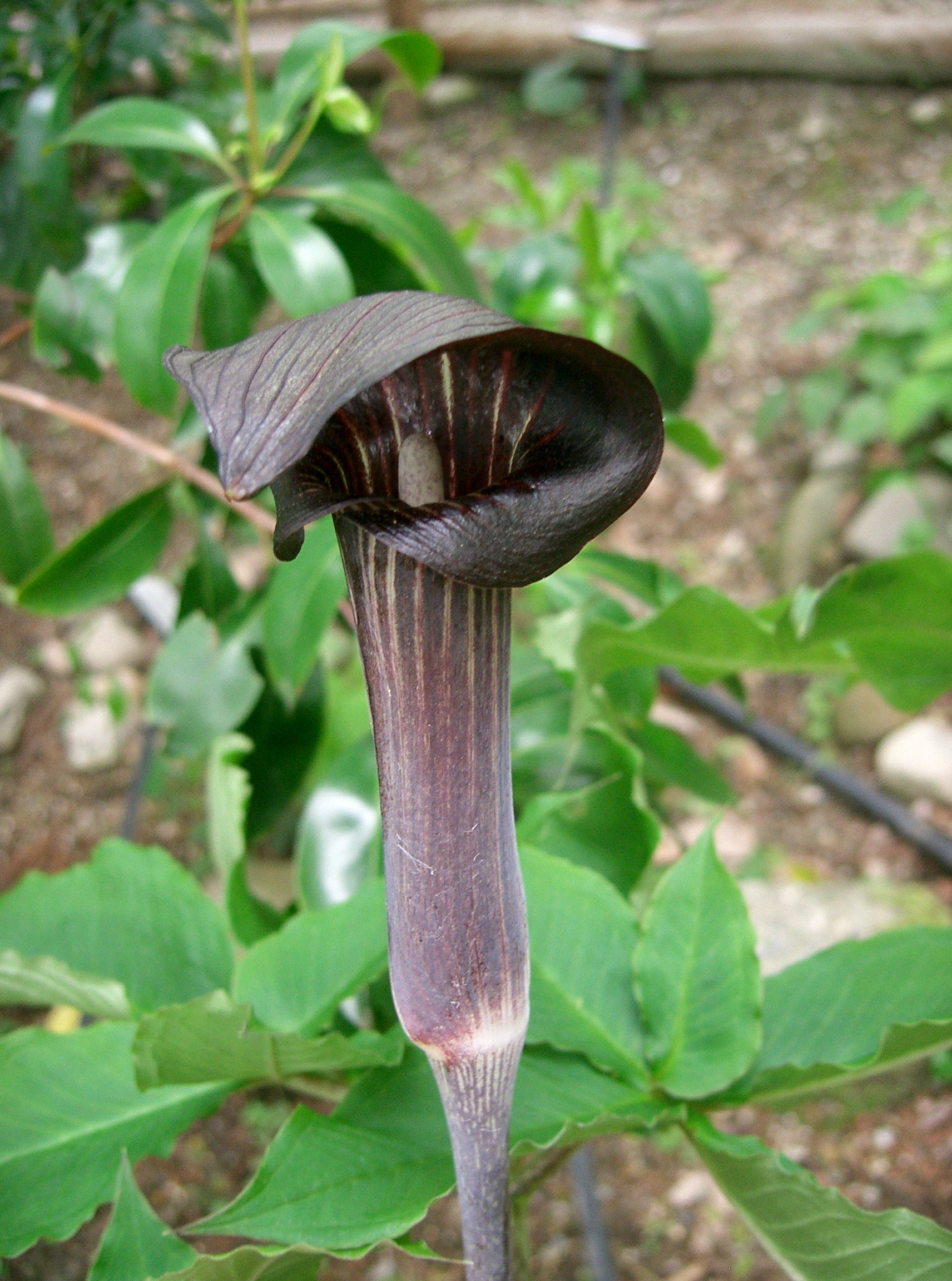
Arisaema serratum var. mayebarae

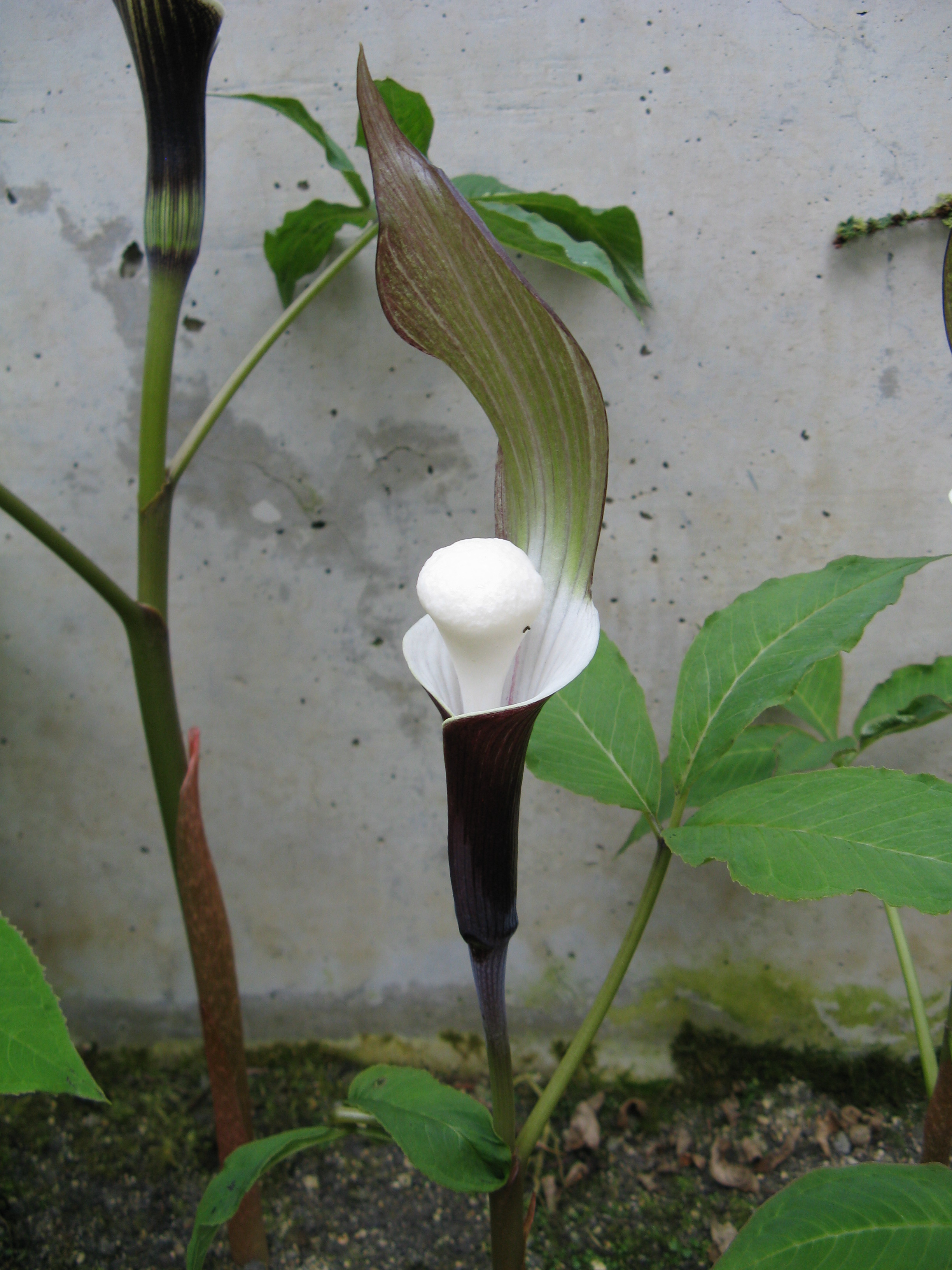
Arisaema sikokianum

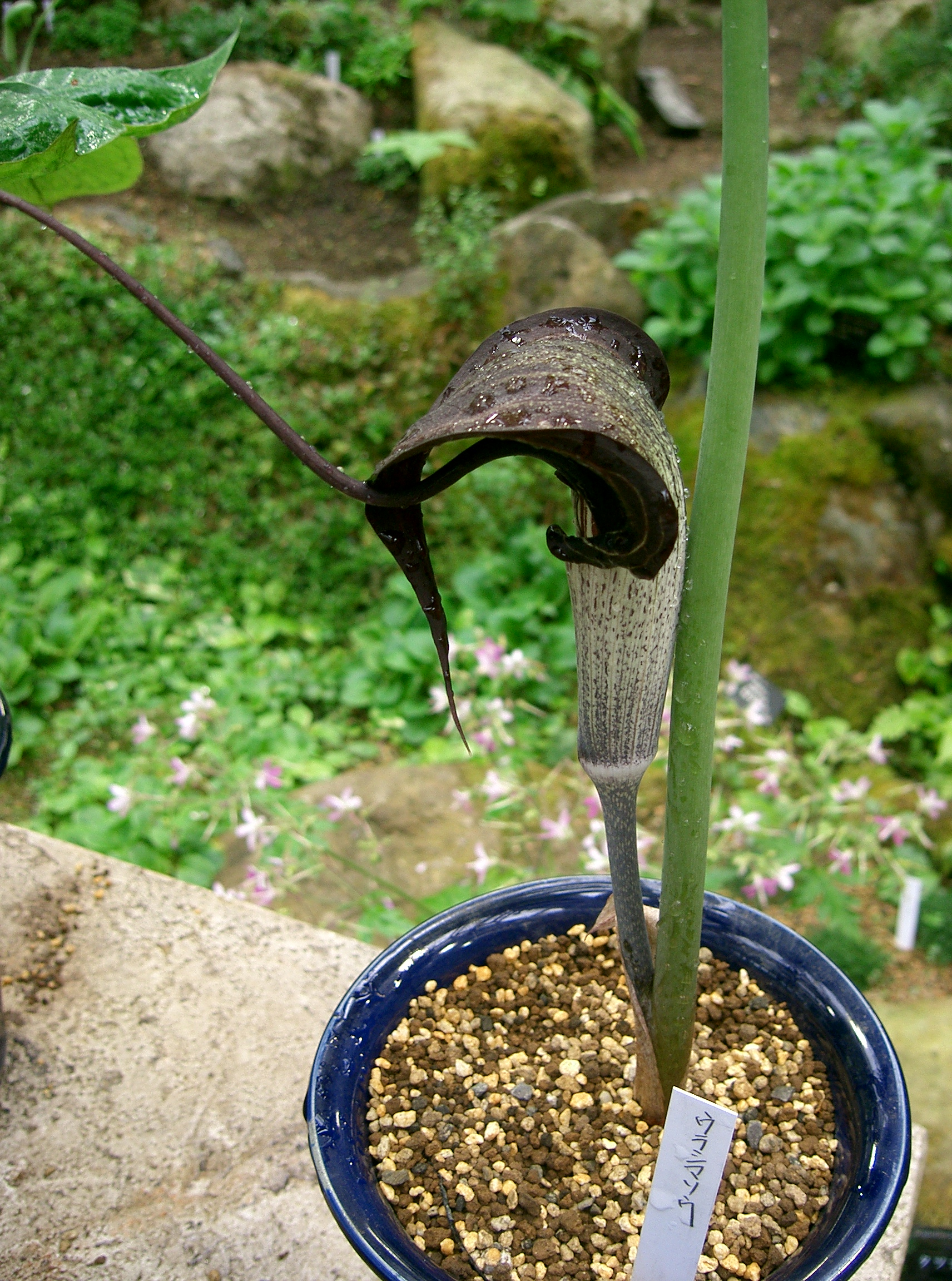
Arisaema thunbergii

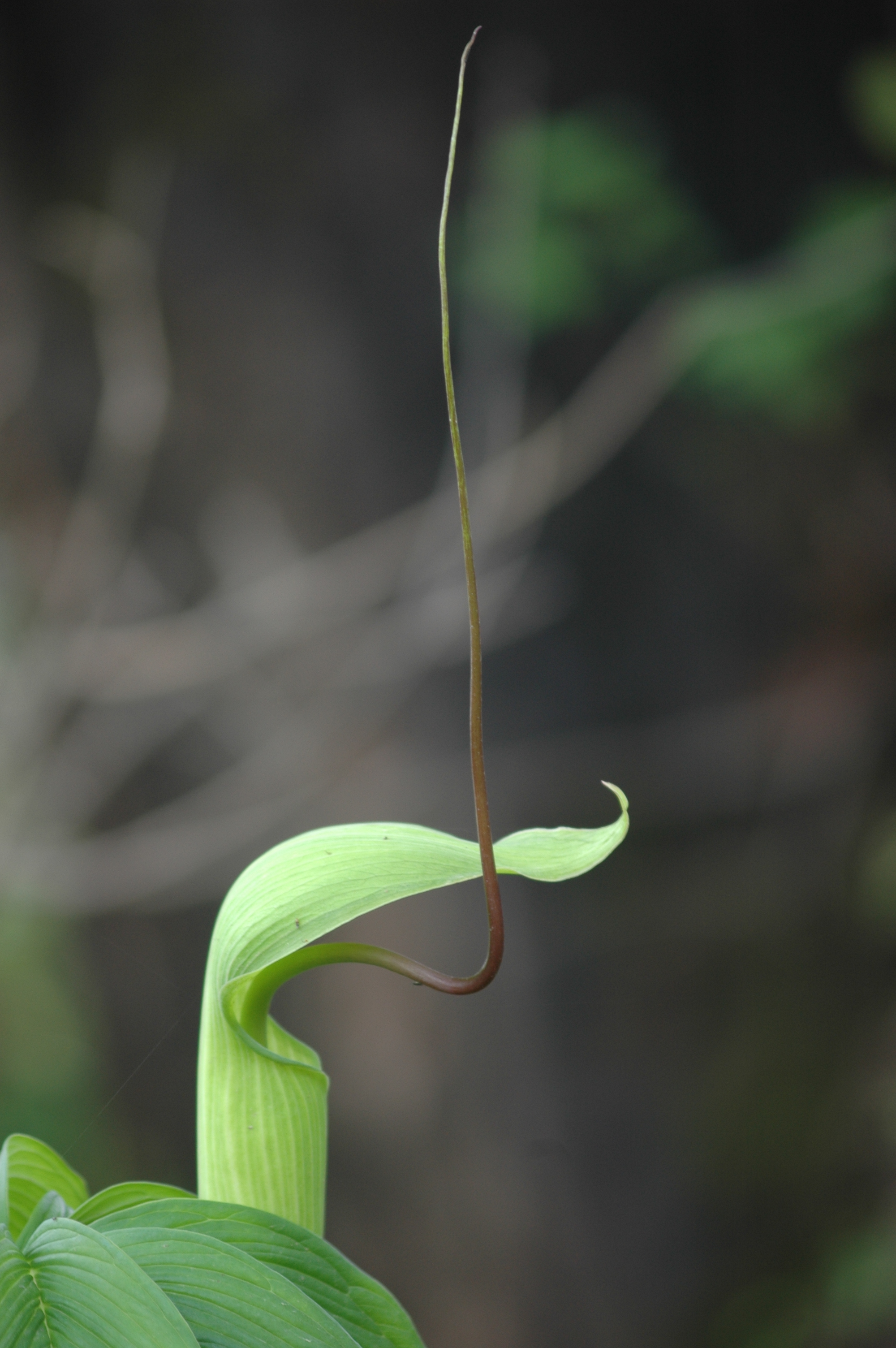
Arisaema tortuosum

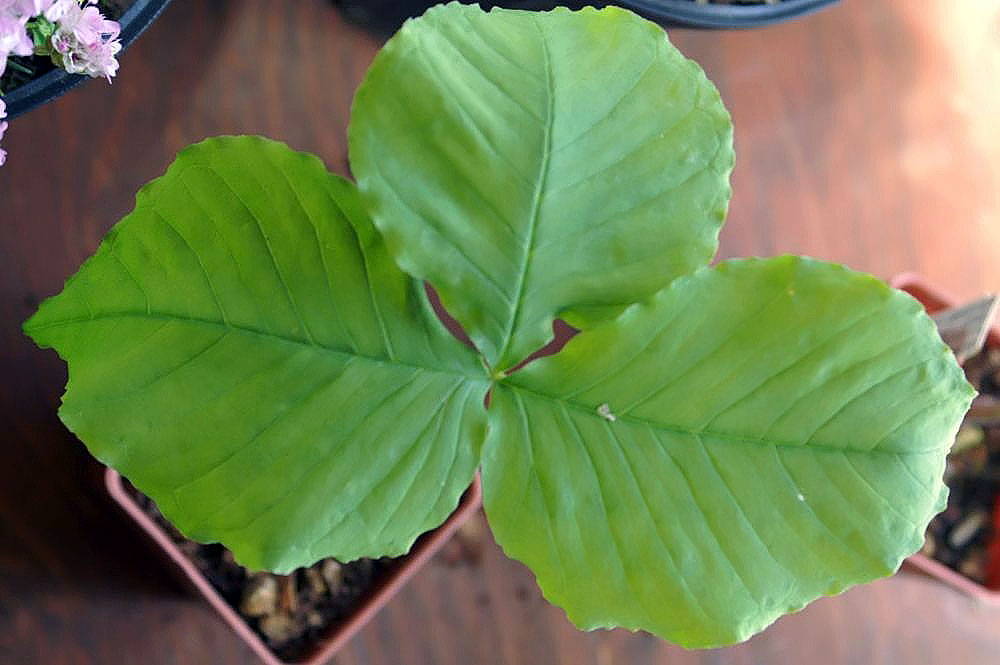
Blattspreite des Dreiblättrigen Feuerkolben (Arisaema triphyllum)

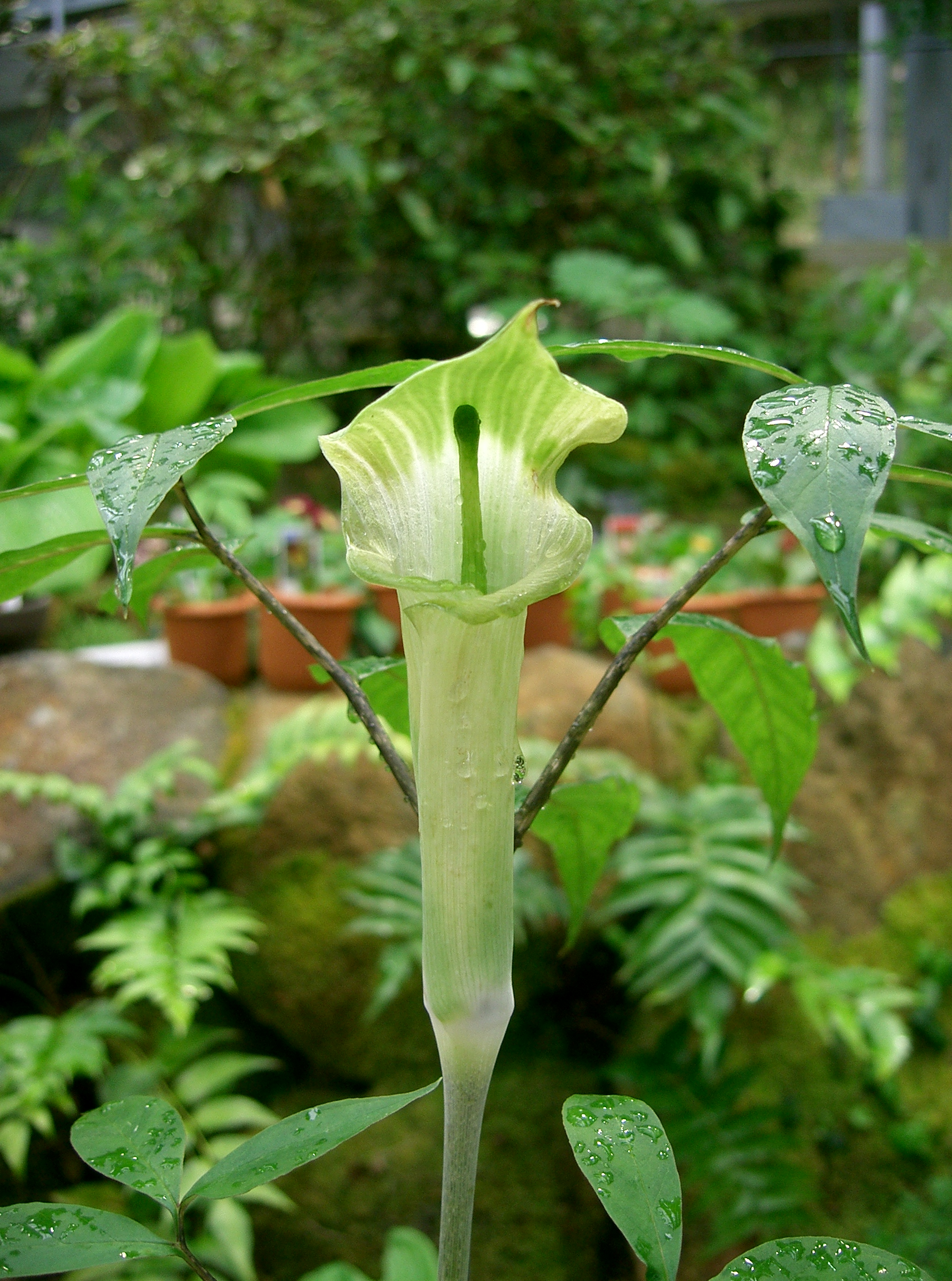
Arisaema yamatense

- Arisaema abei Seriz.: Dieser Endemit kommt nur auf der japanischen Insel Shikoku vor.[5]
- Arisaema aequinoctiale Nakai & F.Maek.: Sie kommt nur auf den japanischen Inseln Honshu sowie Shikoku vor.[5]
- Arisaema agasthyanum Sivad. & Sath.Kumar: Sie kommt nur im südwestlichen Indien vor.[5]
- Arisaema album N.E.Br.: Sie kommt in Indien von Arunachal Pradesh bis Assam vor.[5]
- Arisaema amurense Maxim.: Sie ist im südöstlichen Sibirien (in der Region Chabarowsk sowie Region Primorje[4]), Korea und in den chinesischen Provinzen Hebei, Heilongjiang, Henan, Jilin, Liaoning, Nei Mongol, Ningxia, Shandong sowie Shanxi verbreitet.[1]
- Arisaema anatinum Brugg: Sie wurde 2018 aus Arunachal Pradesh erstbeschrieben.[5]
- Arisaema angustatum Franch. & Sav.: Dieser Endemit kommt nur auf der japanischen Insel Honshu vor.[5]
- Arisaema anomalum Hemsl.: Sie kommt in Malaysia vor.[5]
- Arisaema aprile J.Murata: Dieser Endemit kommt nur auf der japanischen Insel Honshu vor.[5]
- Arisaema aridum H.Li: Sie kommt im südlichen Sichuan und im nordwestlichen Yunnan vor.[1]
- Arisaema asperatum N.E.Br. (Syn.: Arisaema cochleatum Stapf ex H. Li): Sie gedeiht in Wäldern und in Dickichten in Höhenlagen von 1300 bis 2900 Metern in den chinesischen Provinzen Chongqing, südlichen Gansu, westliches Henan, westliches Hubei, nordöstliches Hunan, Shanxi sowie östliches Sichuan.[1]
- Arisaema auriculatum Buchet (Syn.: Arisaema hungyaense H.Li, Arisaema omeiense P.C.Kao): Sie gedeiht in Höhenlagen von 1400 bis 3100 Metern in den chinesischen Provinzen nordwestliches Hunan, Sichuan sowie Yunnan.[1]
- Arisaema austroyunnanense H.Li: Sie kommt vom südlichen Yunnan bis ins nordwestliche Vietnam vor.[1]
- Arisaema averyanovii V.D.Nguyen & P.C.Boyce: Sie wurde 2005 aus Vietnam erstbeschrieben.[5]
- Arisaema balansae Engl.: Sie kommt im nördlichen Indochina vor.[5]
- Arisaema bannaense H.Li: Sie gedeiht nur in Primärwäldern des tropischen Regenwaldes in Höhenlagen von 700 bis 1000 Metern nur im südlichen Yunnan.[1]
- Arisaema barbatum Buchet: Sie kommt im südlichen Yunnan, in Thailand und von Java bis Bali vor.[5]
- Arisaema barnesii C.E.C.Fisch.: Sie kommt im südlichen Indien und in Sri Lanka vor.[5]
- Arisaema bathycoleum Hand.-Mazz.: Sie kommt im südlichen Sichuan und im nördlichen Yunnan vor.[5]
- Arisaema bockii Engl. (Syn.: Arisaema engleri Pamp., Arisaema sazensoo var. henryanum Engl., Arisaema sazensoo var. magnidens N.E.Br., Arisaema sikokianum var. henryanum (Engl.) H.Li, Arisaema sikokianum var. magnidens (N.E.Br.) P.C.Kao, Arisaema sprengerianum Pamp., Arisaema sprengerianum var. dentatum Pamp.): Sie gedeiht 600 bis 1500 Metern in den chinesischen Provinzen Anhui, Fujian, Guangdong, Guangxi, Guizhou, Henan, Hubei, Hunan, Jiangsu, Jiangxi sowie Zhejiang.[1]
- Arisaema bogneri P.C.Boyce & H.Li: Sie kommt vom südöstlichen Tibet bis zum nordwestlichen Yunnan vor.[6]
- Arisaema bonatianum Engl. (Syn.: Arisaema danzhuense H.Li, Arisaema salwinense Hand.-Mazz., Arisaema smithii K.Krause): Sie gedeiht in Höhenlagen von 2800 und 3000 Metern in den chinesischen Provinzen südliches Sichuan sowie nordwestliches Yunnan.[1]
- Arisaema bottae Schott: Dieser Endemit kommt nur im nördlichen Jemen vor.[5]
- Arisaema brinchangense Y.W.Low, Scherber. & Gusman: Sie wurde 2016 von der Malaiischen Halbinsel erstbeschrieben.[5]
- Arisaema brucei H.Li, R.Li & J.Murata: Dieser Endemit gedeiht in Höhenlagen von 2500 bis 2600 Metern nur in Gongshan im nordwestlichen Yunnan.[1]
- Arisaema burmaense P.C.Boyce & H.Li: Sie kommt im westlichen Yunnan sowie nördliche Myanmar vor.[6]
- Arisaema calcareum H.Li (Syn.: Arisaema jinshajiangense H.Li): Sie kommt im südöstlichen Yunnan vor.[5][1]
- Arisaema candidissimum W.W.Sm.: Sie gedeiht in Höhenlagen von 2200 bis 3300 Metern im südöstlichen Tibet und in den chinesischen Provinzen Sichuan sowie Yunnan vor.[5][1]
- Arisaema caudatum Engl.: Sie kommt im westlichen Indien vor.[5]
- Arisaema chauvanminhii Luu, Q.D.Nguyen & N.L.Vu: Sie wurde 2011 aus Vietnam erstbeschrieben.[5]
  - Arisaema chuanxiense Z.Y.Zhu, B.Q.Min & S.J.Zhu: Dieser Endemit gedeiht in Höhenlagen von etwa 2100 Metern nur in Emei Shan in Sichuan.[1]
- Arisaema chumponense Gagnep.: Sie kommt im südlichen Thailand vor.[5]
- Arisaema ciliatum H.Li (Syn.: Arisaema linearifolium Gusman & J.T.Yin): Sie gedeiht in Höhenlagen von 2600 bis 3600 Metern im westlichen Sichuan und im nordwestlichen Yunnan vor.[1]
- Arisaema clavatum Buchet: Sie gedeiht in Höhenlagen von 600 bis 1400 Metern in den chinesischen Provinzen Chongqing, nördliches Guizhou, westliches Hubei sowie Sichuan.[1]
- Arisaema claviforme Brugg., J.Ponert, Rybková & Vuong: Sie wurde 2013 aus Vietnam erstbeschrieben.[5]
- Arisaema concinnum Schott (Arisaema affine Schott, Arisaema alienatum Schott, Arisaema siangense Gusman): Sie kommt vom Himalaja über Tibet[1] bis zum nordwestlichen Yunnan vor.[6]
- Arisaema condaoense V.D.Nguyen: Sie kommt im südlichen Vietnam vor.[5]
- Chinesischer Feuerkolben[7] (Arisaema consanguineum Schott, Syn.: Arisaema chuanxiense Z.Y.Zhu, B.Q.Min & S.J.Zhu): Er kommt in zwei Unterarten vom Himalaja bis China, Indochina und in Taiwan vor.[5]
- Arisaema constrictum E.Barnes: Sie kommt nur in Sri Lanka vor.[5]
- Arisaema cordatum N.E.Br. (Syn.: Arisaema brevistipitatum Merrill): Sie kommt in den chinesischen Provinzen Guangdong sowie Guangxi vor.[1]
- Arisaema costatum (Wall.) Mart.: Sie kommt in Nepal und im südlichen Tibet (nur Dinggyê, Nyalam) vor.[1]
- Arisaema cucullatum M.Hotta: Dieser Endemit kommt nur auf Honshu vor.[5]
- Arisaema dahaiense H.Li: Sie kommt in Yunnan und im nördlichen Myanmar vor.[1]
- Arisaema decipiens Schott (Syn.: Arisaema rhizomatum C.E.C.Fisch., Arisaema guixiense S.Y.Liu, Arisaema yanxianum Z.Y.Zhu & B.Q.Min): Sie kommt von Assam bis ins südliche China und nördliche Indochina vor.[1][5]
- Drachen-Feuerkolben[7] (Arisaema dracontium (L.) Schott): Sie gedeiht in Höhenlagen von 30 bis 1200 Metern und ist in Nordamerika in den kanadischen Provinzen südliches Ontario sowie südliches Québec und in den östlichen bis zentralen US-Bundesstaaten Connecticut, Indiana, Massachusetts, Michigan, New Jersey, New York, Ohio, Pennsylvania, Vermont, West Virginia, Illinois, Iowa, östliches Kansas, südöstliches Minnesota, Missouri, östliches Nebraska, Oklahoma, Wisconsin, Alabama, Arkansas, Delaware, District of Columbia, Florida, Georgia, Kentucky, Louisiana, Maryland, Mississippi, North Carolina, South Carolina, Tennessee, Virginia sowie Texas und im östlichen Mexiko weitverbreitet.[2]
- Arisaema echinatum (Wall.) Schott: Sie kommt von Nepal bis ins nordwestliche Yunnan vor.[1]
- Arisaema echinoides H.Li: Sie kommt im nordwestlichen Yunnan vor.[1]
- Arisaema ehimense J.Murata & J.Ohno: Sie kommt auf Shikoku vor.[5]
- Arisaema elephas Buchet: Sie ist in Bhutan, Myanmar, Tibet und in den chinesischen Provinzen Chongqing, Gansu, Guizhou, Sichuan sowie Yunnan verbreitet.[1]
- Arisaema enneaphyllum Hochst. ex A.Rich.: Sie kommt im Jemen und von Äthiopien bis Uganda vor.[5]
- Arisaema erubescens (Wall.) Schott (Syn.: Arisaema alienatum var. formosanum Hayata, Arisaema biradiatifoliatum Kitamura, Arisaema brevipes Engl., Arisaema consanguineum Schott, Arisaema consanguineum subsp. kelung-insulare (Hayata) Gusman, Arisaema erubescens var. consanguineum (Schott) Engl., Arisaema formosanum (Hayata) Hayata, Arisaema formosanum var. bicolorifolium T.C.Huang, Arisaema fraternum Schott, Arisaema hypoglaucum Craib, Arisaema kelung-insulare Hayata, Arisaema kerrii Craib, Arisaema kerrii Gagnepain, Arisaema linearifolium J.T.Yin & Gusman, Arisaema oblanceolatum Kitamura, Arisaema tatarinowii Schott, Arisaema undulatum K.Krause, Arisaema vituperatum Schott.) Sie ist vom nordöstlichen Indien, Bhutan, Nepal, Myanmar, Laos, nördlichen Thailand, Vietnam und Taiwan bis China weitverbreitet.[1]
- Arisaema exappendiculatum H.Hara: Sie kommt von Nepal bis Tibet vor.[1]
- Arisaema fargesii Buchet: Sie gedeiht in Wäldern, im Dickicht und zwischen Felsen in Höhenlagen von 900 bis 2000 Metern in den chinesischen Provinzen Chongqing, südliches Gansu, westliches Hubei, Hunan, Sichuan, westliches Yunnan sowie im östlichen Tibet.[1]
- Arisaema filiforme (Reinw.) Blume: Sie kommt im westlichen Malesien vor.[5]
- Arisaema fimbriatum Mast.: Sie kommt in zwei Unterarten im südwestlichen Phuket in Pulau Langkawi sowie Perlis vor.[4]
- Arisaema flavum (Forssk.) Schott: Sie kommt in zwei Unterarten vom nordöstlichen tropischen Afrika und der Arabischen Halbinsel bis China vor.[5]
- Arisaema formosanum (Hayata) Hayata: Sie kommt nur in Taiwan vor.[5]
- Arisaema franchetianum Engl.: Sie ist im nördlichen Myanmar und in den chinesischen Provinzen Guangxi, Guizhou, Hunan, Sichuan sowie Yunnan verbreitet.[1]
- Arisaema fraternum Schott: Dieser Endemit kommt nur in Assam vor.[5]
- Arisaema galeatum N.E.Br.: Sie kommt von Sikkim bis ins nördliche Myanmar vor.[5]
- Arisaema garrettii Gagnep.: Sie kommt nur im nördlichen Thailand vor.[5]
- Arisaema ghaticum (Sardesai, S.P.Gaikwad & S.R.Yadav) Punekar & Kumaran: Sie kommt in Indien vor.[5]
- Arisaema grapsospadix Hayata: Sie kommt in Fujian und im südlichen Taiwan vor.[1][5]
- Gelber Feuerkolben[7] (Arisaema griffithii Schott): Sie kommt von Nepal bis zum Distrikt Darjiling und in Tibet vor.[5]
- Arisaema guangxiense G.W.Hu & H.Li: Die 2012 erstbeschriebene Art kommt im südwestlichen Guangxi vor.[5]
- Arisaema hainanense C.Y.Wu ex H.Li, Y.Shiao & S.Tseng: Sie kommt nur auf Hainan vor.[1]
- Arisaema handelii Stapf ex Hand.-Mazz.: Sie kommt vom südöstlichen Tibet bis zum nordwestlichen Yunnan vor.[1]
- Arisaema heterocephalum Koidz.: Dieser Endemit kommt nur auf den Nansei-Inseln vor.[5]
- Arisaema heterophyllum Blume (Syn.: Arisaema ambiguum Engl., Arisaema brachyspathum Hayata, Arisaema kwangtungense Merrill, Arisaema limprichtii K.Krause, Arisaema manshuricum Nakai, Arisaema multisectum Engl., Arisaema stenospathum Handel-Mazzetti, Arisaema takeoi Hayata, Arisaema thunbergii var. heterophyllum (Blume) Engl.): Sie ist in Japan, Korea, Taiwan und fast dem gesamten China außer Tibet verbreitet.[1]
- Arisaema honbaense Luu, Tich, G.Tran & V.D.Nguyen: Sie wurde 2013 aus Vietnam erstbeschrieben.[5]
- Arisaema hunanense Hand.-Mazz.: Sie gedeiht in Höhenlagen von 200 bis 800 Metern in den chinesischen Provinzen Chongqing, Guangdong, Hubei, Hunan sowie östliches Sichuan.[1]
- Arisaema ilanense J.C.Wang: Dieser Endemit kommt nur im nördlichen Taiwan vor.[1]
- Arisaema inaense (Seriz.) Seriz. ex K.Sasam. & J.Murata: Sie kommt in Japan vor.[5]
- Arisaema inclusum (N.E.Br.) N.E.Br. ex B.D.Jacks.: Sie kommt auf Sumatra, Java und auf Flores vor.[5]
- Arisaema intermedium Blume: Sie kommt vom Himalaja bis zum nordwestlichen Yunnan vor.[1]
- Arisaema ishizuchiense Murata: Dieser Endemit kommt nur auf Shikoku vor.[5]
- Arisaema iyoanum Makino (Syn.: Arisaema akiense Nakai, Arisaema akiense var. nakaianum Kitag. & Ohba, Arisaema nakaianum (Kitag. & Ohba) M.Hotta, Arisaema iyoanum subsp. nakaianum (Kitag. & Ohba) H.Ohashi & J.Murata, Arisaema iyoanum var. nakaianum (Kitag. & Ohba) Kitag. & Ohba, Arisaema iyoanum var. viridescens Makino): Sie kommt nur auf den japanischen Inseln Honshu sowie Shikoku vor.[5]
- Arisaema jacquemontii Blume: Sie kommt im südlichen Indien und von Afghanistan bis ins westliche Yunnan vor.[1]
- Arisaema japonicum Blume: Sie kommt in Korea und Japan vor.[5]
- Arisaema jethompsonii Thiyagaraj & P.Daniel: Sie kommt in Indien vor.[5]
- Arisaema jingdongense H.Peng & H.Li: Sie kommt nur im westlichen Yunnan vor.[1]
- Arisaema kawashimae Seriz.: Dieser Endemit kommt nur auf den Nansei-Inseln vor.[5]
- Arisaema kerrii Craib: Dieser Endemit kommt nur im nordwestlichen Thailand vor.[5]
- Arisaema kishidae Makino ex Nakai: Sie kommt in Japan vor.[5]
- Arisaema kiushianum Makino: Sie kommt in Japan vor.[5]
- Arisaema kuratae Seriz.: Sie kommt in Japan vor.[5]
- Arisaema lackneri Engl.: Sie kommt vom südwestlichen Yunnan bis ins nördliche Myanmar vor.[1]
- Arisaema laminatum Blume: Sie kommt vom westlichen Malesien bis Palawan vor.[5]
- Arisaema langbiangense Luu, Nguyen-Phi & H.T.Van: Sie wurde 2016 aus Vietnam erstbeschrieben.[5]
- Arisaema leschenaultii Blume: Sie kommt im südlichen Indien und in Sri Lanka vor.[5]
- Arisaema lichiangense W.W.Sm.: Sie kommt im südwestlichen Sichuan und im nordwestlichen Yunnan vor.[1]
- Arisaema lidaense J.Murata & S.K.Wu: Sie kommt vom südöstlichen Yunnan bis ins nördliche Vietnam vor.[1][8]
- Arisaema lihengianum J.Murata & S.K.Wu: Sie kommt vom westlichen Guangxi bis ins nördliche Vietnam vor.[1]
- Arisaema limbatum Nakai & F.Maek.: Sie kommt in Japan vor.[5]
- Arisaema lingyunense H.Li: Sie kommt nur im westlichen Guangxi vor.[1]
- Arisaema lobatum Engl.: Sie gedeiht in Höhenlagen von 600 bis 3300 Metern in den chinesischen Provinzen Anhui, Chongqing, Gansu, Guangxi, Guizhou, Hebei, Henan, Hubei, Hunan, Jiangsu, Jiangxi, Shanxi, Sichuan, Yunnan sowie Zhejiang.[1]
- Arisaema longipedunculatum M.Hotta: Sie kommt im zentralen und südlichen Japan vor.[5]
- Arisaema longitubum Z.X.Ma: Sie wurde 2018 aus dem nordwestlichen Yunnan erstbeschrieben.[5][9]
- Arisaema lushuiense G.W.Hu & H.Li: Sie wurde 2012 aus dem nordwestlichen Yunnan erstbeschrieben.[5]
- Arisaema macrospathum Benth.: Sie ist in den mexikanischen Bundesstaaten Nuevo León, San Luis Potosi, Michoacán, Morelos sowie México verbreitet.[4]
- Arisaema madhuanum Nampy & Manudev: Sie wurde 2014 aus dem indischen Bundesstaat Tamil Nadu erstbeschrieben.[5]
- Arisaema maekawae J.Murata & S.Kakish.: Dieser Endemit kommt nur auf der Insel Honshu vor.[5]
- Arisaema mairei H.Lév.: Sie kommt im südlichen Sichuan und im nördlichen Yunnan vor.[1]
- Arisaema maximowiczii (Engl.) Nakai: Dieser Endemit kommt nur auf der Insel Kyushu vor.[5]
- Arisaema maxwellii Hett. & Gusman: Sie kommt in Thailand vor.[5]
- Arisaema mayebarae Nakai: Dieser Endemit kommt nur auf der japanischen Insel Kyushu vor.[5]
- Arisaema meleagris Buchet: Sie gedeiht in Lorbeerwäldern und im Bambus-Dickicht in Höhenlagen von 2000 bis 3000 Metern in den chinesischen Provinzen Chongqing (nur in Chengkou), Sichuan sowie Yunnan (in Dali, Zhenxiong).[1]
- Arisaema menglaense Y.H.Ji, H.Li & Z.F.Xu: Sie wurde 2004 erstbeschrieben und kommt vom südlichen Yunnan bis ins nördliche Indochina vor.[1][6]
- Arisaema microspadix Engl.: Sie kommt von Java bis Timor vor.[5]
- Arisaema mildbraedii Engl.: Sie kommt im zentralen und östlichen tropischen Afrika vor.[5]
- Arisaema minamitanii Seriz.: Dieser Endemit kommt nur auf der japanischen Insel Kyushu vor.[5]
- Arisaema minus (Seriz.) J.Murata: Dieser Endemit kommt nur im westlichen Honshu vor.[5]
- Arisaema monophyllum Nakai: Dieser Endemit kommt nur im zentralen Honshu vor.[5]
- Arisaema mooneyanum M.G.Gilbert & Mayo: Sie kommt in Äthiopien vor.[5]
- Arisaema muratae Gusman & J.T.Yin: Dieser Endemit gedeiht in Lorbeerwäldern in Höhenlagen von 1200 bis 2400 Metern nur in Yingjiang in Yunnan.[1]
- Arisaema muricaudatum Sivad.: Dieser Endemit kommt nur im indischen Bundesstaat Kerala vor.[5]
- Arisaema murrayi (J.Graham) Hook.: Sie kommt in drei Varietäten im westlichen Indien vor.[5]
- Arisaema nagiense Tom.Kobay., K.Sasam. & J.Murata: Dieser Endemit kommt nur auf Honshu vor.[5]
- Arisaema nambae Kitam.: Dieser Endemit kommt nur auf Honshu vor.[5]
- Arisaema nangtciangense Pampanini: Sie gedeiht an feuchten Standorten in Hubei; über sie ist wenig bekannt.[1]
- Arisaema negishii Makino: Sie kommt in Japan und im südlichen Korea vor.[5]
- Arisaema nepenthoides (Wall.) Mart.: Sie ist in Darjeeling, Sikkim, Bhutan, Nepal, nördlichen Myanmar, südlichen Tibet sowie in Yunnan verbreitet.[1]
- Arisaema nikoense Nakai: Die vier Unterarten kommen nur auf Honshu vor.[5]
- Arisaema nilamburense Sivad.: Dieser Endemit kommt nur im indischen Bundesstaat Kerala vor.[5]
- Arisaema nonghinense Klinrat. & Yannawat: Sie wurde 2014 aus Thailand erstbeschrieben.[5]
- Arisaema odoratum J.Murata & S.K.Wu: Dieser Endemit gedeiht auf feuchten Grashängen an Waldrändern in Höhenlagen von etwa 1400 Metern nur in Dayao im nördlichen-zentralen Yunnan.[1]
- Arisaema ogatae Koidz.: Dieser Endemit kommt nur auf Kyushu vor.[5]
- Arisaema omkoiense Gusman: Sie kommt nur im nördlichen Thailand vor.[5]
- Arisaema ornatum Miq.: Dieser Endemit kommt nur im westlichen Sumatra vor.[5]
- Arisaema ovale Nakai: Sie kommt mit drei Varietäten auf den japanischen Inseln Hokkaidō, Honshu sowie dem nördlichen Kyushu vor.[4]
- Arisaema pachystachyum Hett. & Gusman: Sie kommt im nordöstlichen und östlichen Thailand vor.[5]
- Arisaema pallidum Engl.: Sie kommt auf Sumatra vor.[5]
- Arisaema parisifolium J.Murata: Sie kommt in Indochina vor.[5]
- Arisaema parvum N.E.Br. ex Hemsl.: Sie kommt vom südöstlichen Tibet bis China vor.[1]
- Arisaema pattaniense Gagnep.: Sie kommt in Thailand vor.[5]
- Arisaema peerumedense J.Mathew: Sie 2017 aus dem indischen Bundesstaat Kerala erstbeschrieben.[5]
- Arisaema penicillatum N.E.Br.: Sie kommt vom südlichen China bis zum südlichen Taiwan vor.[1]
- Arisaema peninsulae Nakai (Syn.: Arisaema angustatum var. peninsulae (Nakai) Nakai): Sie ist in Japan, Korea und in den chinesischen Provinzen Heilongjiang, Henan sowie Jilin verbreitet.[1]
- Arisaema petelotii K.Krause: Sie kommt vom südöstlichen Yunnan bis zum nördlichen Indochina vor.[1]
- Arisaema petiolulatum Hook. f.: Sie kommt von Indien bis China vor.[1]
- Arisaema pianmaense H.Li: Sie kommt vom westlichen Yunnan bis zum nördlichen Myanmar vor.[1]
- Arisaema pingbianense H.Li: Sie kommt vom südöstlichen Yunnan bis ins nördliche Vietnam vor.[1]
- Arisaema polyphyllum (Blanco) Merr.: Sie kommt auf Celebes und auf den Philippinen vor.[4]
- Arisaema prazeri Hook. f.: Sie kommt vom südwestlichen Yunnan bis ins nördliche Myanmar vor.[1]
- Arisaema propinquum Schott: Sie kommt von Pakistan bis zum Himalaja vor.[5]
- Arisaema psittacus E.Barnes: Sie kommt im südlichen Indien vor.[5]
- Arisaema quinatum (Nutt.) Schott: Sie kommt in den südöstlichen Vereinigten Staaten vor.[5]
- Arisaema quinquelobatum H.Li & J.Murata: Sie kommt im nördlichen Yunnan vor.[1]
- Arisaema ramulosum Alderw.: Sie kommt von Java bis Timor vor.[5]
- Japanischer Feuerkolben[7] (Arisaema ringens (Thunb.) Schott): Sie kommt in Japan, Korea, Taiwan, Jiangsu sowie in Zhejiang vor.[1]
- Arisaema rostratum V.D.Nguyen & P.C.Boyce: Sie kommt in Vietnam vor.[5]
- Arisaema roxburghii Kunth: Sie kommt von Assam bis Malaysia vor.[5]
- Arisaema rubrirhizomatum H.Li & J.Murata: Sie kommt in Yunnan vor.[1]
- Arisaema ruwenzoricum N.E.Br.: Sie kommt vom südwestlichen Uganda bis Burundi vor.[5]
- Arisaema sachalinense (Miyabe & Kudô) J.Murata: Sie kommt vom südlichen Sachalin bis zum nördlichen Hokkaido vor.[5]
- Arisaema saddlepeakense P.S.N.Rao & S.K.Srivast.: Sie kommt auf den Andamanen vor.[5]
- Arisaema sarracenioides E.Barnes & C.E.C.Fisch.: Dieser Endemit kommt nur im südlichen Kerala vor.[5]
- Arisaema saxatile Buchet[1]: Sie kommt im südwestlichen Sichuan und im nördlichen Yunnan vor.[5]
- Arisaema sazensoo (Blume) Makino: Sie kommt in Kyushu und Yakushima vor.[5]
- Arisaema schimperianum Schott: Sie kommt von Äthiopien bis zu östlichen Demokratischen Republik Kongo vor.[5]
- Arisaema scortechinii Hook. f.: Sie kommt auf der Malaiischen Halbinsel vor.[5]
- Arisaema seppikoense Kitam.: Dieser Endemit kommt nur auf Honshu vor.[5]
- Arisaema serratum (Thunb.) Schott (Syn.: Arisaema amplissimum Blume, Arisaema angustatum Franch. & Sav., Arisaema angustifoliatum (Miq.) Nakai, Arisaema boreale Nakai, Arisaema capitellatum Nakai, Arisaema convolutum Nakai, Arisaema hakonecola Nakai, Arisaema hatizyoense Nakai, Arisaema japonicum Blume, Arisaema koidzumianum Kitam., Arisaema koshikiense Nakai, Arisaema latisectum Blume, Arisaema longilaminum Nakai, Arisaema niveum Nakai, Arisaema planilaminum J.Murata, Arisaema proliferum Nakai, Arisaema pseudojaponicum Nakai, Arisaema serratum var. atropurpureum Engl., Arisaema serratum var. blumei (Makino) Engl., Arisaema serratum var. ionochlamys Nakai, Arisaema serratum var. japonicum (Blume) Y.Yabe, Arisaema serratum var. latisectum Miq., Arisaema serratum (Thunb.) Schott var. serratum, Arisaema serratum var. viridescens Nakai, Arisaema sinanoense Nakai, Arisaema solenochlamys Nakai ex F.Maek., Arisaema speirophyllum Nakai, Arisaema takedae Makino, Arisaema takesimense Nakai, Arisaema yakushimense Nakai): Sie kommt in vier Varietäten von Korea bis zu Russlands Fernem Osten und von den südlichen Kurilen bis Japan vor.[5]
- Arisaema setosum A.Sudh.Rao & D.M.Verma: Dieser Endemit kommt nur im indischen Arunachal Pradesh vor.[5]
- Arisaema siamicum Gagnep.: Sie kommt in Thailand und im südöstlichen Vietnam vor.[5]
- Arisaema sikokianum Franch. & Sav.: Sie kommt nur auf den japanischen Inseln Honshu und Shikoku vor.[5]
- Arisaema silvestrii Pamp.: Sie kommt im zentralen und südlichen China vor.[1]
- Arisaema sinii K.Krause: Sie kommt im südlichen China vor.[1]
- Arisaema sizemoreae Hett. & Gusman: Sie kommt im nördlichen Thailand vor.[5]
- Arisaema smitinandii S.Y.Hu (Syn.: Arisaema tsangpoense J.T.Yin & Gusman): Sie kommt von südöstlichen Tibet bis Thailand vor.[1]
- Arisaema somalense M.G.Gilbert & Mayo: Dieser Endemit kommt nur im nordöstlichen Somalia vor.[5]
- Arisaema souliei Buchet: Sie kommt in Sichuan und in Chongqing vor.[5][1]
- Prächtiger Feuerkolben[7] (Arisaema speciosum (Wall.) Mart., Syn.: Arisaema eminens Schott, Arisaema speciosum var. eminens (Schott) Engl.): Er ist in drei Varietäten vom nordöstlichen Indien über Bhutan sowie Nepal bis ins südliche Tibet verbreitet.[1]
- Arisaema sukotaiense Gagnep.: Sie kommt vom südlichen Yunnan bis ins östliche und nördliche Thailand vor.[5]
- Arisaema taiwanense J.Murata: Sie wurde mit zwei Varietäten 1985 erstbeschrieben:[5]
  - Arisaema taiwanense var. brevipedunculatum J.Murata: Dieser Endemit kommt nur im östlichen und südlichen Taiwan vor.[5]
  - Arisaema taiwanense J.Murata var. taiwanense: Sie kommt nur in Taiwan vor.[5]
- Arisaema tashiroi Kitam.: Dieser Endemit kommt nur auf der japanischen Insel Kyushu vor.[5]
- Arisaema tengtsungense H.Li: Sie kommt nur im westlichen Yunnan sowie angrenzenden nordöstlichen Myanmar vor.[1]
- Arisaema ternatipartitum Makino: Sie kommt auf Honshu, Shikoku und Kyushu vor.[5]
- Arisaema thunbergii Blume: Es gibt seit 1996 drei Unterarten:[5]
  - Arisaema thunbergii subsp. autumnale J.C.Wang, J.Murata & H.Ohashi: Sie wurde 1996 aus dem nördlichen sowie östlichen Taiwan erstbeschrieben.[5]
  - Arisaema thunbergii Blume subsp. thunbergii: Sie kommt im südlichen Korea und auf den japanischen Inseln westliches Honshu, Kyushu sowie Shikoku vor.[5][4]
  - Arisaema thunbergii subsp. urashima (H.Hara) H.Ohashi & J.Murata: Sie kommt im südlichen Korea und auf den japanischen Inseln südliches Hokkaidō, Honshu, nördliches Kyushu, östliches Shikoku vor.[5]
- Arisaema tortuosum (Wall.) Schott: Es gibt seit 2009 zwei Unterarten und eine Varietät:[5]
  - Arisaema tortuosum var. neglectum (Schott) Fisch.: Sie kommt in Sri Lanka sowie im südlichen Indien vor.[5]
  - Arisaema tortuosum subsp. sivadasanii (S.R.Yadav, K.S.Patil & Janarth.) Punekar & Kumaran (Syn.: Arisaema sivadasanii S.R.Yadav, K.S.Patil & Janarth.): Dieser Endemit kommt nur in den indischen nordwestliches Ghats vor.[5]
  - Arisaema tortuosum (Wall.) Schott subsp. tortuosum: Sie ist vom Indischen Subkontinent bis zu den chinesischen Provinzen westliches Sichuan sowie nordwestliches Yunnan verbreitet.[1]
- Arisaema tosaense Makino: Sie kommt auf Honshu, Shikoku und Kyushu vor.[5]
- Arisaema translucens C.E.C.Fisch.: Sie kommt in Indien vor.[5]
- Dreiblättriger Feuerkolben[7] (Arisaema triphyllum (L.) Schott): Er ist in Nordamerika weitverbreitet.[2]
- Arisaema tuberculatum C.E.C.Fisch.: Sie kommt in Indien vor.[5]
- Arisaema ulugurense M.G.Gilbert & Mayo: Sie kommt in Tansania vor.[5]
- Arisaema umbrinum Ridl.: Sie kommt in Borneo vor.[5]
- Arisaema undulatifolium Nakai: Es gibt seit 2003 zwei Unterarten:[5]
  - Arisaema undulatifolium Nakai subsp. undulatifolium: Dieser Endemit kommt nur auf der Halbinsel Izu auf Honshu vor.[5]
  - Arisaema undulatifolium subsp. uwajimense Tom.Kobay. & J.Murata: Sei wurde 2003 erstbeschrieben. Dieser Endemit kommt nur im westlichen Shikoku vor.[5]
- Arisaema utile Hook. f. ex Schott: Sie kommt vom gemäßigten Himalaja (nördlichen Indien, Kaschmir, Pakistan, Bhutan, Nepal, Sikkim) über Tibet und Myanmar bis Yunnan vor.[1]
- Arisaema vexillatum H.Hara & H.Ohashi: Sie kommt vom nordöstlichen Nepal bis zum südlichen Tibet vor.[1][6]
- Arisaema victoriae V.D.Nguyen: Sie gedeiht nur im tropischen Karst in Du’an in Guangxi und im nordöstliche Vietnam.[1]
- Arisaema wangmoense M.T.An, H.H.Zhang & Q.Lin: Sie wurde 2011 erstbeschrieben. Dieser Endemit gedeiht auf Kalkfelsen in Höhenlagen von etwa 1100 Metern nur in Wangmo in Guizhou.[1]
- Arisaema wardii C.Marquand & Airy Shaw: Sie gedeiht in Nadelwäldern und an grasigen Standorten in Höhenlagen von 2400 bis 4200 Metern im südlichen Tibet und in den chinesischen Provinzen östlichens Qinghai, südliches Shanxi sowie westliches Yunnan.[1]
- Arisaema wattii Hook. f. (Syn.: Arisaema biauriculatum W.W.Smith, Arisaema pangii H.Li): Sie kommt im nordöstlichen Indien in Assam sowie Manipur und im nordöstlichen Myanmar nur an den Westhängen des Gaoligong Shan, im südöstlichen Tibet nur in Mêdog und in Yunnan vor.[1]
- Arisaema wilsonii Engl.: Sie kommt in Bhutan[6], im südöstlichen Tibet und in den chinesischen Provinzen Gansu, Sichuan (nur auf dem Emei Shan) sowie im westlichen Yunnan vor.[1]
- Arisaema wrayi Hemsl.: Sie kommt in Borneo und von Thailand bis Malaysia vor.[5]
- Arisaema xuanweiense H.Li: Dieser Endemit gedeiht in Höhenlagen von etwa 2200 Metern nur in Xuanwei im nordöstlichen Yunnan.[1]
- Arisaema yamatense (Nakai) Nakai: Die zwei Unterarten kommen nur auf Honshu vor.[5]
- Arisaema yunnanense Buchet (Syn.: Arisaema talense Engl.): Sie kommt im nördlichen Myanmar, in Thailand, in Vietnam und in den chinesischen Provinzen Guizhou, Sichuan sowie Yunnan vor.[1]
- Arisaema zhui H.Li: Dieser Endemit gedeiht in Höhenlagen von etwa 4000 Metern nur in Dêqên: Meili Xueshan im nordwestlichen Yunnan.[1][5]

## Nutzung
Einige Arten werden angebaut. Man kann ihre Laubblätter und unterirdischen Pflanzenteile gekocht essen. Das Essen dieser Pflanzenteile kann auf Grund von Calciumoxalat-Kristallen problematisch sein. Die Droge einiger Arten wird auch medizinisch genutzt.

## Weiterführende Literatur
- S. Vogel: A survey of the function of the lethal kettle traps of Arisaema (Araceae), with records of pollinationg fungus gnats from Nepal. In: Botanical Journal of the Linnean Society, Volume 133, 2000, S. 61–100.
- G. Gusman, L. Gusman The genus Arisaema: A monograph for botanists and nature lovers. 2003.
- S. S. Renner et al.: A chloroplast phylogeny of Arisaema (Araceae) illustrates tertiary floristic links between Asia, North America, and East Africa. In: American Journal of Botany, Volume 91, 2004, S. 881–888.
- J. Murata, H. Nagamasu, H. Ohashi: A nomenclatural review on the infrageneric classifications of Arisaema (Araceae). In: Journal of Japanese Botany, Volume 88, 2013, S. 36–45.